# Fontainebleau-i kastély
A fontainebleau-i kastély (kiejtése fɔ̃tɛnblo; franciául Château de Fontainebleau) mintegy 55 km-re délkeletre található Párizs központjától és egyike a legnagyobb francia királyi kastélyoknak. Az épület uralkodói rezidenciául szolgált VII. Lajostól kezdve egészen III. Napóleonig. I. Napóleon itt mondott le a trónról elbai száműzetése előtt. A Fontainebleau városa melletti kastély ma múzeum és a világörökség része.

## Története

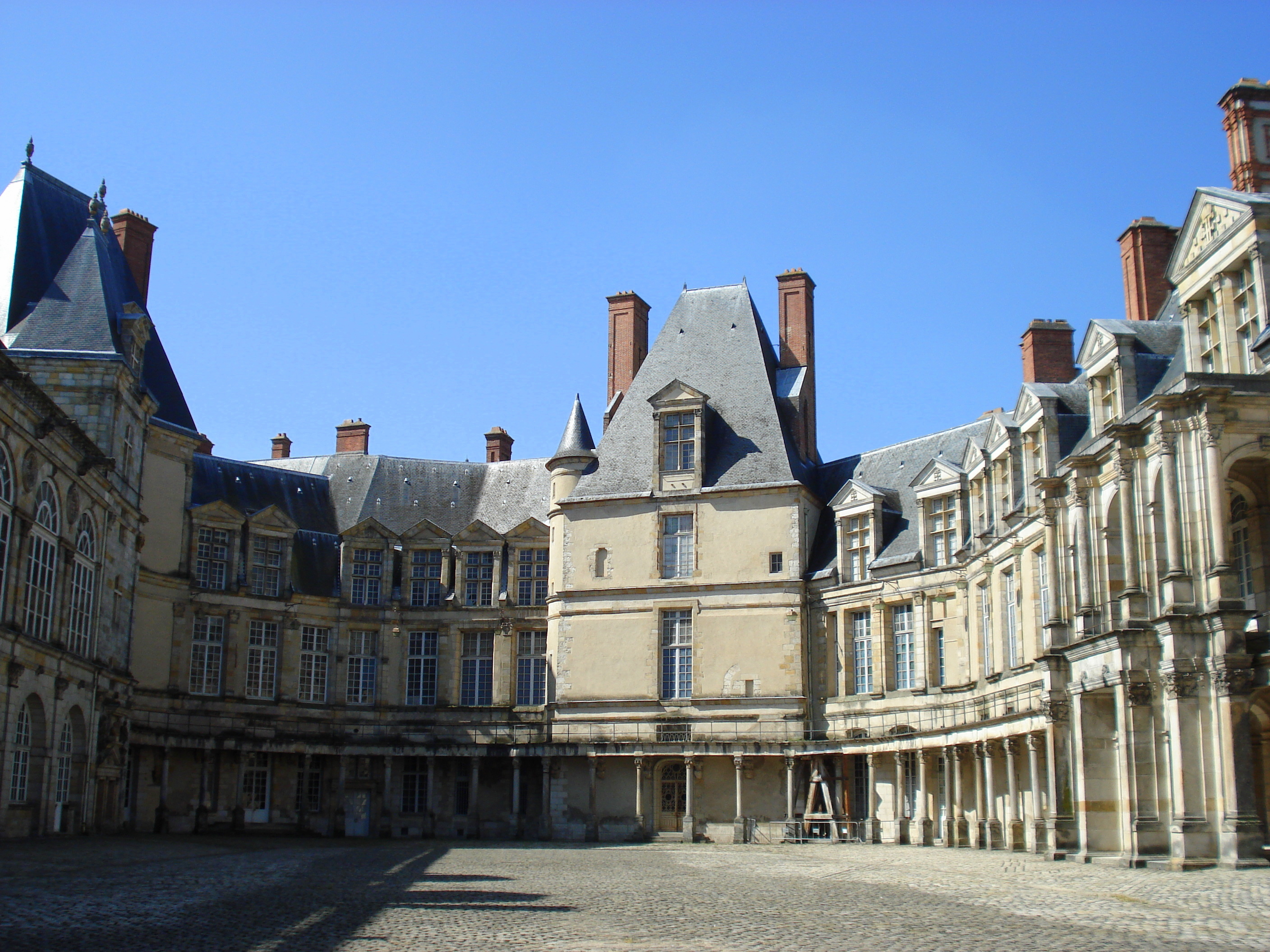
Az Ovális udvar, középen a középkori donjonnal

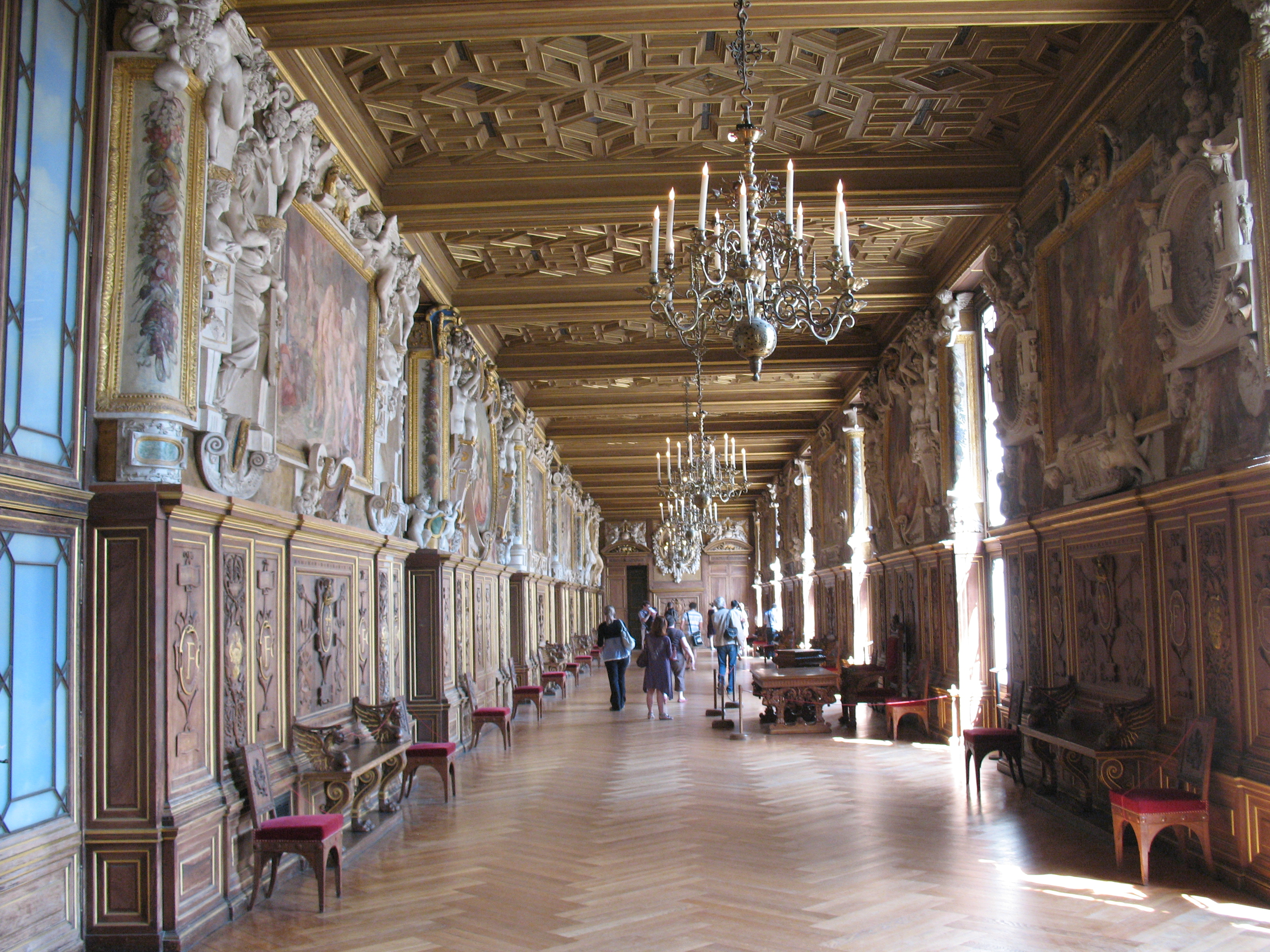
A királyi lakosztályokat a kápolnával összekötő I. Ferenc-galéria. Olasz reneszánsz stílusú díszítését 1533–1539 között kapta

Fontainebleau-ben már 1137-ben állt egy vár, amely idővel az erdő vadbősége és a környező számos forrás miatt a francia királyok egyik kedvenc vadászkastélyává vált. A hely is a Bliaud-forrásról kapta a nevét, amely ma XV. Lajos-szárny melletti angolkertben található. Egyaránt használta VII. Lajos (az ő számára szentelte fel a kápolnát 1169-ben Becket Tamás), II. Fülöp, IX. Lajos (aki a kastély mellé rendházat – Couvent des Trinitaires – és kórházat építtetett) és Szép Fülöp aki az épületben született és halt is meg.

### I. Ferenc reneszánsz kastélya (1528–1547)
A 15. században VI. Károly felesége, Bajor Izabella némi módosításokat eszközölt, de a középkori épület alapvetően nem változott egészen I. Ferencig (1494–1547), aki megbízást adott Gilles le Breton építésznek, hogy emeljen egy kastélyt az újdonságnak számító olasz reneszánsz stílusban. Le Breton meghagyta a királyi lakosztálynak helyet adó régi donjont; pontosabban belefoglalta a reneszánsz Ovális udvarba. Ő készíttette a monumentális déli kaput, a Porte Dorée-t és a királyi lakosztály északi bejáratához emelt látványos reneszánsz lépcsősort, a portique de Serliót.
1528 körül Ferenc megépíttette a róla elnevezett galériát, amelyen keresztül lakosztályából közvetlenül elérhette a Trinitaires kápolnáját. Elkészítéséhez és kidekorálásához az olasz Sebastiano Serlio építészt és Rosso Fiorentino festőművészt bérelte fel. Rosso Fiorentino 1533–1539 között festette meg a királyt dicsőítő falfestményeit. A képeket keretező stukkók Francesco Scibec da Carpi bútorkészítő mester művei. Valamivel később a szintén olasz Francesco Primaticcio is segített festményeivel kidekorálni az épületbelsőt. Együttes stílusuk később első fontainebleau-i iskola néven vált ismertté. Ez volt az első jelentős, festményekkel dekorált francia galéria és nagyjából innen számítható a reneszánsz művészet megjelenése az országban.
Ferenc 1540 körül újabb jelentős bővítésbe kezdett. A meglévő épülettől keletre megvásárolta a szerzetesrend által birtokolt földet és egy nagy négyszögudvar körül épületegyüttest létesített. Ennek északi oldala volt Miniszterek szárnya, a keleti a Ferrare-szárny, a déliben pedig a Ulysées-galéria (Primaticcio falfestményeivel) kapott helyet. A kastély körül olasz reneszánsz kertet hoztak létre, benne kis pavilonokkal és Franciaország első grottójával.

### II. Henrik és Medici Katalin (1547–1570)

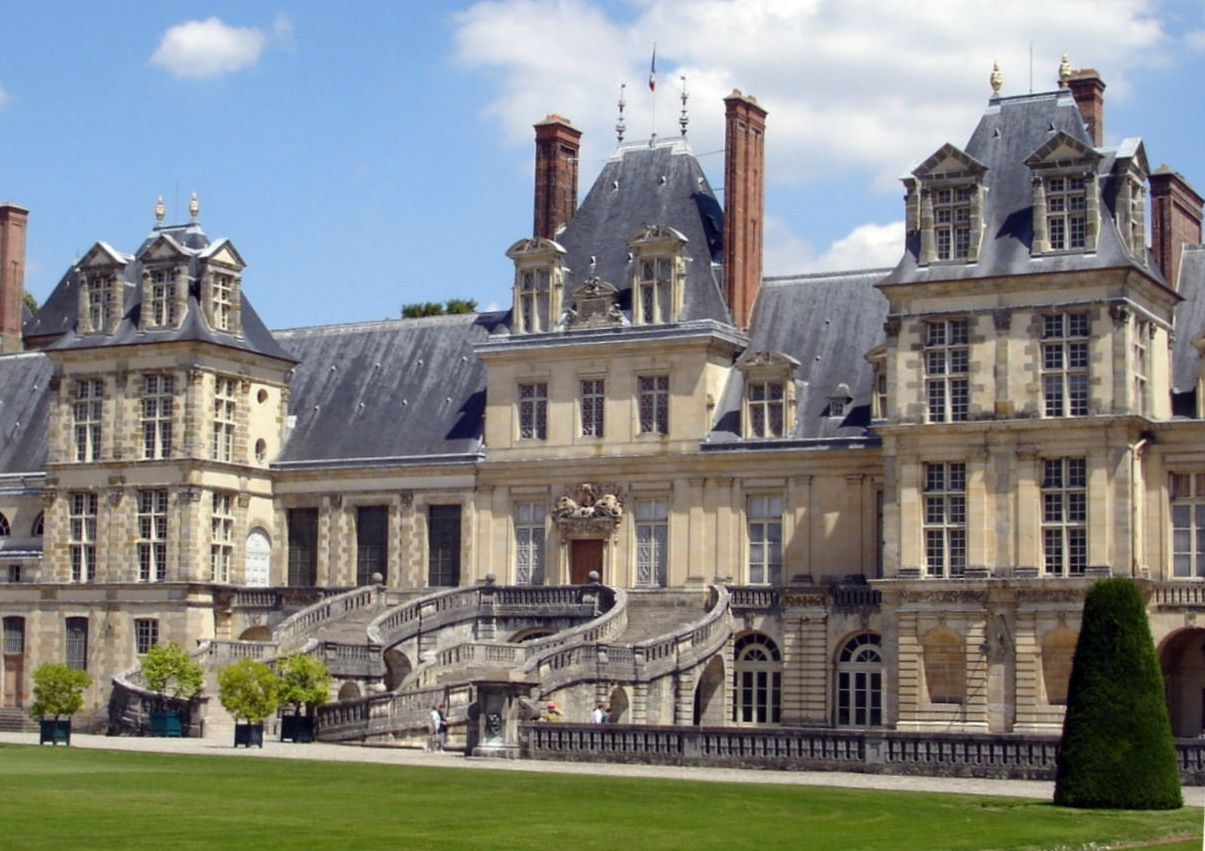
Az eredetileg II. Henrik számára épített patkólépcső

I. Ferenc halála után utódja, II. Henrik tovább bővítette az épületet. A király és felesége Philibert de l'Orme és Jean Bullant építészeket bízták meg az alsó udvar keleti szárnyának megnagyobbításával és a híres patkó formájú kettős lépcsősor elkészítésével. Az ovális udvarban a Ferenc által tervezett loggiát kazettás mennyezetű bálteremmé (Salle des Fétes) alakították át. A királyi lakosztály számára új épületet, a Pavillon des Poeles-t húztak fel. A báltermet és a Ulysées-galéria további részeit a manierista Primaticcio és Niccolò dell'Abbate díszítette festményekkel és stukkókkal. Emellett Henrik elhelyeztette a  Jean Goujon által készített "fontainebleau-i nimfát" szeretője, Diane de Poitiers kastélyának bejáratánál (az eredeti bronzszobor ma a Louvre-ban található, a Château d'Anet kapujánál másolatot helyeztek el).
Miután Henrik belehalt egy lovagi tornán szerzett sebesülésébe, özvegye, Medici Katalin folytatta a kastély bővítését-szépítését. Az építkezés szuperintendánsává kinevezett Primaticcio tervezte a díszes kéményeiről és szembenálló lépcsőiről ismert Belle Cheminée-szárnyat. 1565-ben a francia vallásháború fellángolása miatt vizesárokkal vették körbe az épületegyüttest.

### IV. Henrik (1570–1610)

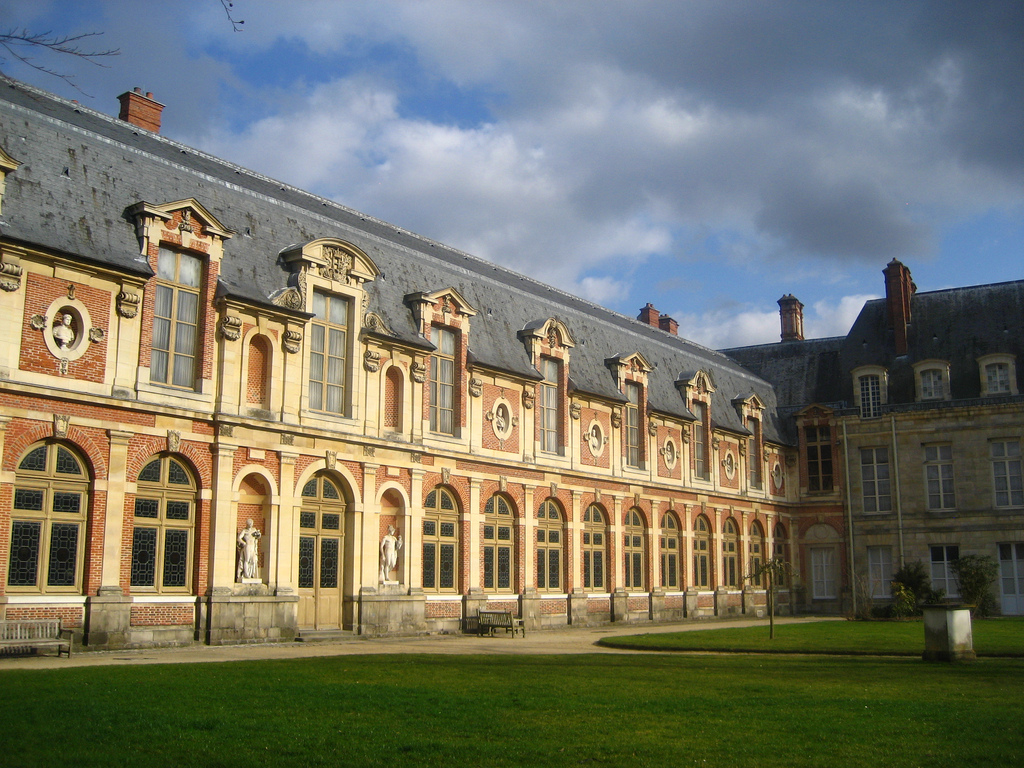
A IV. Henrik által építtetett Szarvas-galéria (Gallerie des Cerfs)

IV. Henrik jóval többel járult hozzá a kastélyhoz, mint Henrik vagy Katalin. Két újabb pavilonnal (Tiber és Luxembourg) nyugati irányban kibővítette az Ovális udvart. 1601–1606 között az udvar összes homlokzatát átépíttette, hogy jobban harmonizáljanak egymással, a keleti oldalon pedig egy monumentális kupolás-boltíves kapuzatot(porte du Baptistère) húzatott fel. 1606–1609 között egy új udvar, a Cour des Offices (vagy IV. Henrik-negyed) létesült, amelynek épületeiben a konyhák és a szolgák, udvari tisztségviselők lakhelyei kaptak elhelyezést. A régi Diana-kert mentén felépült a Diane de Poitiers- és a Szarvas-galéria. A király egy beltéri teniszpályát (Jeu de paume) is létesített, amely akkor a legnagyobb volt az egész világon. Ekkor épült a nagy halastó mellett a legnagyobb épületéről elnevezett La Belle Cheminée-szárny.
A belső tereket a "második fontainebleau-i iskola" művészei dekorálták. A Szentháromság-kápolna díszes belső tere Martin Fréminet érdeme, míg a szalonok falaira Ambroise Dubois és Toussaint Dubreuil hősöket ábrázoló festményei kerültek.
IV. Henrik sok gondot fordított a kastély parkjára és kertjeire is. Még Medici Katalin létesítette az északi oldal mentén a Királyné- vagy Diana-kertet, közepén a Tommaso Francini által készített Diana-szökőkúttal. IV. Henrik kertésze, Claude Mollet ezt hatalmas virágágyásokkal, régi szobrokkal ékesítette és sétálóösvényekkel jókora négyszögekre osztotta fel. A kastély déli oldalán a király újabb, fenyőkkel, szilfákkal, gyümölcsfákkal beültetett parkot hozatott létre, valamint ásatott egy 1200 méter hosszú csatornát.

### XIII. Lajostól XVI. Lajosig

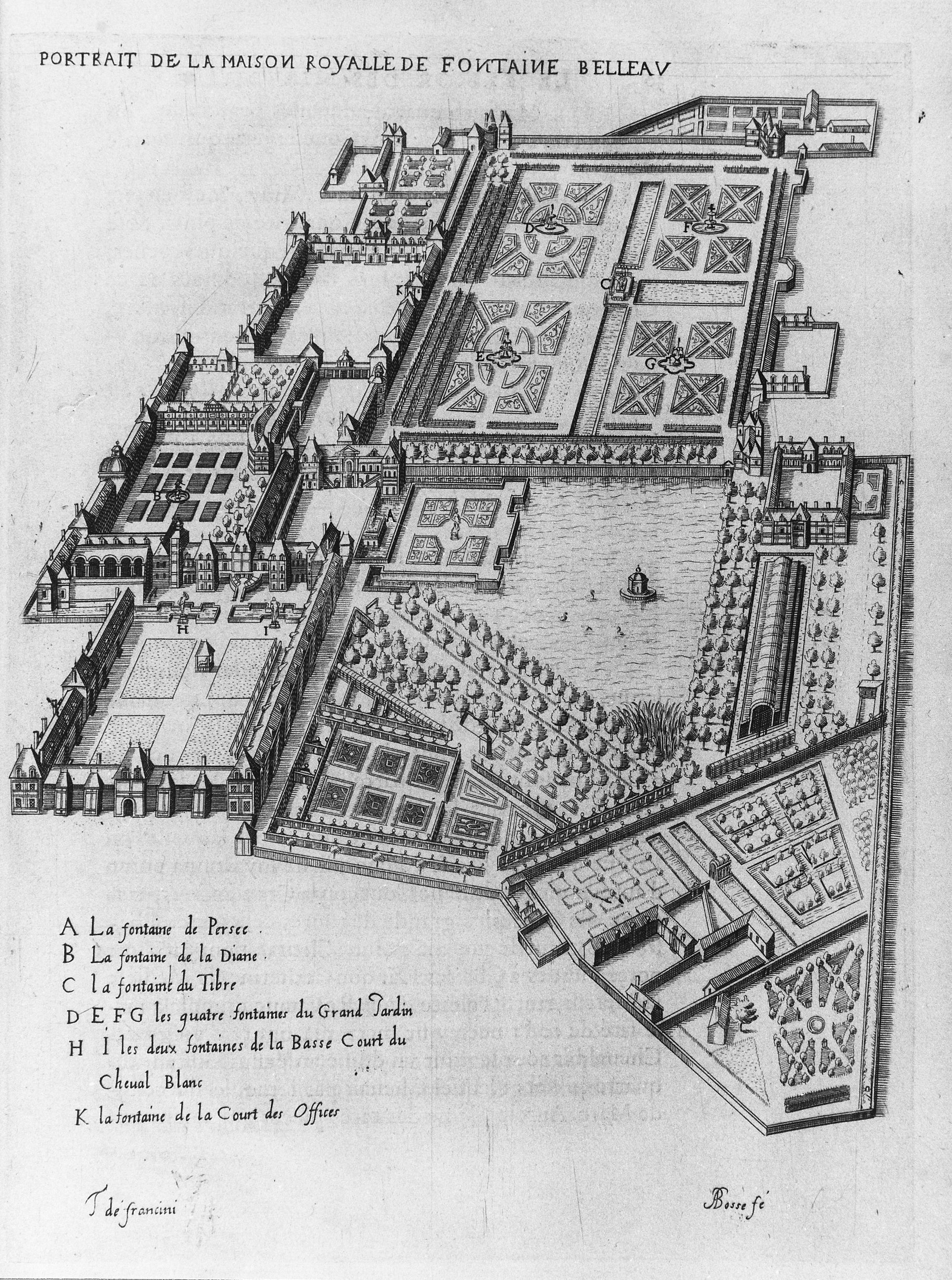
A kastély és kertjei a 17. században (Tommaso Francini rajza)

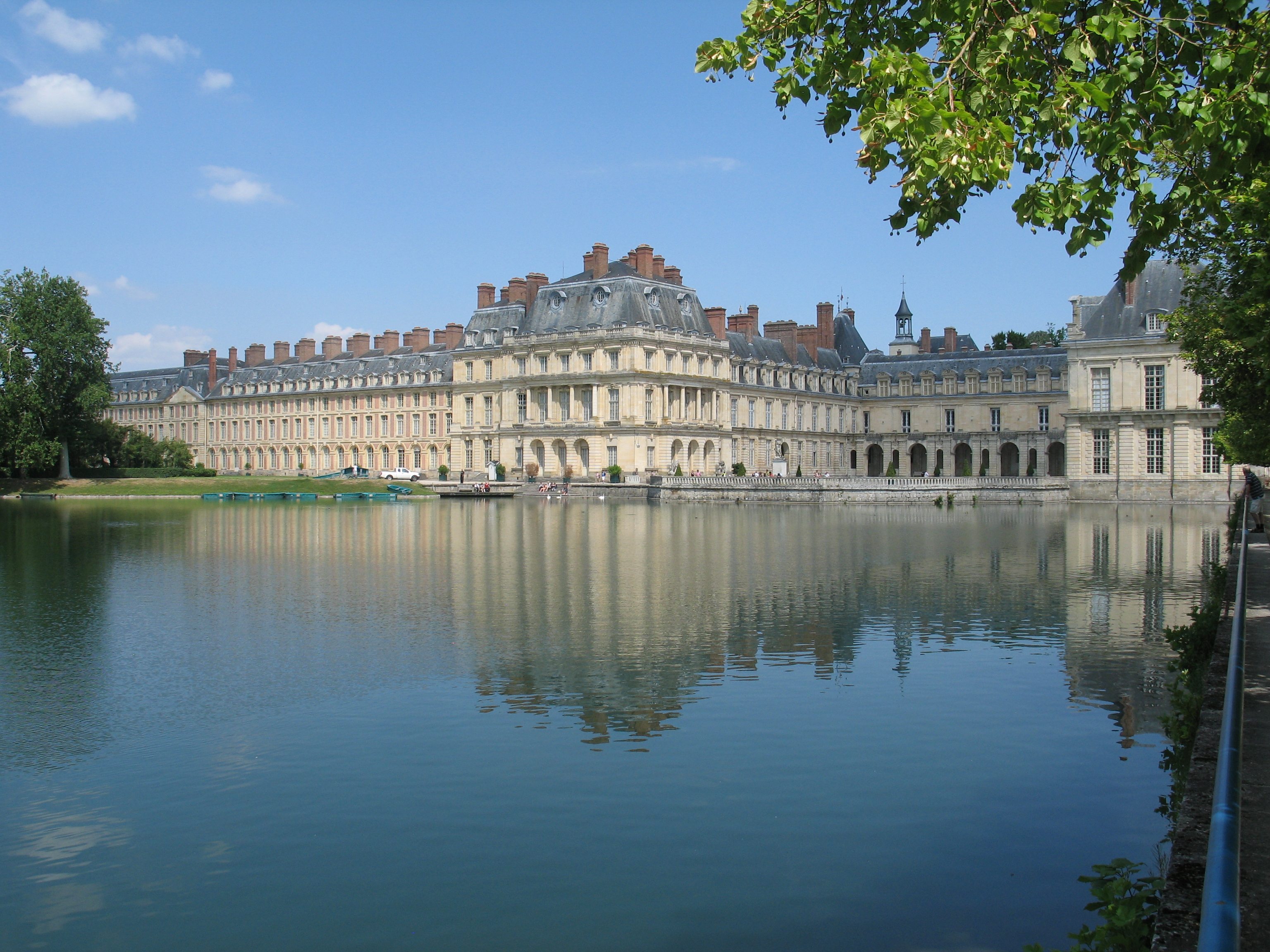
A XV. Lajos által építtetett Gros Pavilion

XIII. Lajos a fontainebleau-i kastélyban született és itt is keresztelték meg. Ő fejeztette be a Szentháromság-kápolna dekorációját és Jean Androuet du Cerceau-val átépíttette a Fehér Ló-udvar (Cour de Cheval Blanc) híres patkólépcsőjét. A király halála után özvegye, Ausztriai Anna átdekoráltatta az Anyakirálynő-szárny (Aile des Reines Mères) lakosztályait, amelyeket eredetileg még Primaticcio tervezett.
XIV. Lajos több időt töltött a kastélyban mint bármelyik elődje; minden évben nyár végén-ősz elején itt vadászott. Az épületegyüttes külsején nem sokat változtatott, de szeretője (majd felesége), Maintenon márkiné számára új lakosztály létesített; az I. Ferenc-galéria mentén lebontatta a helyiségeket, hogy a királyi hercegek új lakhelyet kaphassanak és a királyi lakosztályon is végeztetett kisebb változtatásokat. Építésze, Jules Hardouin-Mansard a Szarvas- és a Diana-galéria mentén újabb szárnyat adott az együtteshez. A parkokat és kerteket az új francia stílus szerint áttervezték. A IV. Henrik által a nagy halastó melletti építtetett függőkertet lebontották és helyette a tó szigetén kis pavilon épült.
1685. október 22-én XIV. Lajos a kastélyban írta alá a fontainebleau-i ediktumot, amelyben visszavonta IV. Henrik hugenottáknak kedvező türelmi rendeleteit. A király az épületben fogadta számos vendégét, mint például Krisztina svéd királynőt, aki lemondása után látogatta meg. A királynő itt gyanúsította meg főlovászmesterét (és feltehetően szeretőjét), Gian Rinaldo Monaldeschi márkit, hogy államtitkokat ad át az ellenségeinek. Szolgái végigkergették a márkit a kastély termein, majd leszúrták. XIV. Lajos udvariasan nem rótta fel Krisztinának a gyilkosságot, aki folytathatta útját.
1717. május 19-20-án a nyugat-európai körúton lévő Nagy Péter orosz cár vendégeskedett a kastélyban. A cár részt vett egy szarvasvadászaton és egy banketten, de mint emlékirataiból kiderült nem tetszett neki a francia vadászati stílus és a kastélyt is túl szűkösnek ítélte meg a többi francia palotához képest. Panaszkodott a borra (inkább a sört szerette) és hogy hozzá képest a francia udvaroncok túl későn kelnek fel.

XIV. Lajos vadászata a fontainebleau-i kastély szomszédságában (Pierre-Denis Martin képe)

XV. Lajos elődjénél lelkesebben fogott a kastély renoválásához. 1737-38-ban a Szarvas-galériától keletre új udvart (Cour de la Conciergerie vagy Cour des Princes) hozott létre nagyszámú udvaronca elszállásolására. A Fehér Ló-udvaron az Ulysées-galéria szárnyát lebontották és két részletben (1738–1741 és 1773–74) új épületeket húztak fel a helyén.
1750-ben a király megbízta Ange-Jacques Gabrielt egy új szárny építésével Cour de la Fontaine és a halastó mentén. A régi Pavilion des Poeles-t lebontották és helyére felhúzták a látványos Gros Pavilion-t, amelyben a király és a királyné pazar díszítésű lakosztályai kaptak helyet. Új tanácstermet kapott a királyi tanács, amelyet François Boucher, Carle Vanloo, Jean-Baptiste Marie Pierre és Alexis Peyrotte festményei ékesítettek. A Belle Cheminée-szárny földszintjén egy kicsiny, de pompásan feldíszített színházat rendeztek be.
XVI. Lajos további lakhelyet létesített udvaroncai számára. Az I. Ferenc-galéria mentén új, lakosztályokat tartalmazó épületet emeltek, amely azonban elzárta a galéria északi ablakaiból a kilátást. A királyné (Marie-Antoinette) számára 1777-ben török stílusú szalont, 1786–1787-ben játékszobát és arabeszk stílusú budoárt rendeztek be. Lajos és Marie-Antoinette 1786-ban, három évvel a forradalom kitörése előtt járt utoljára Fontainebleau-ban.

### A forradalom és I. Napóleon

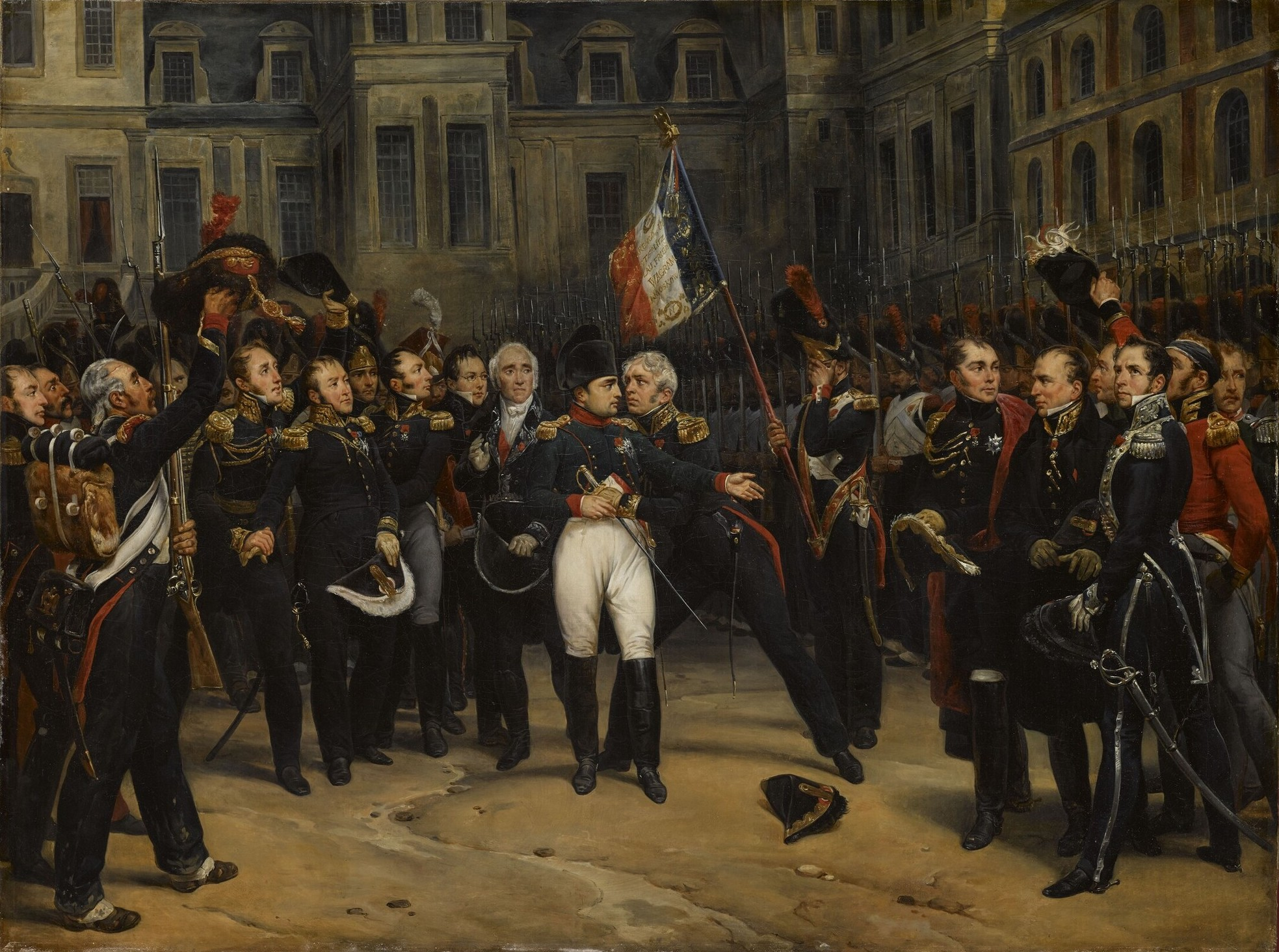
Napóleon elbúcsúzik a gárdától a Becsület-udvaron

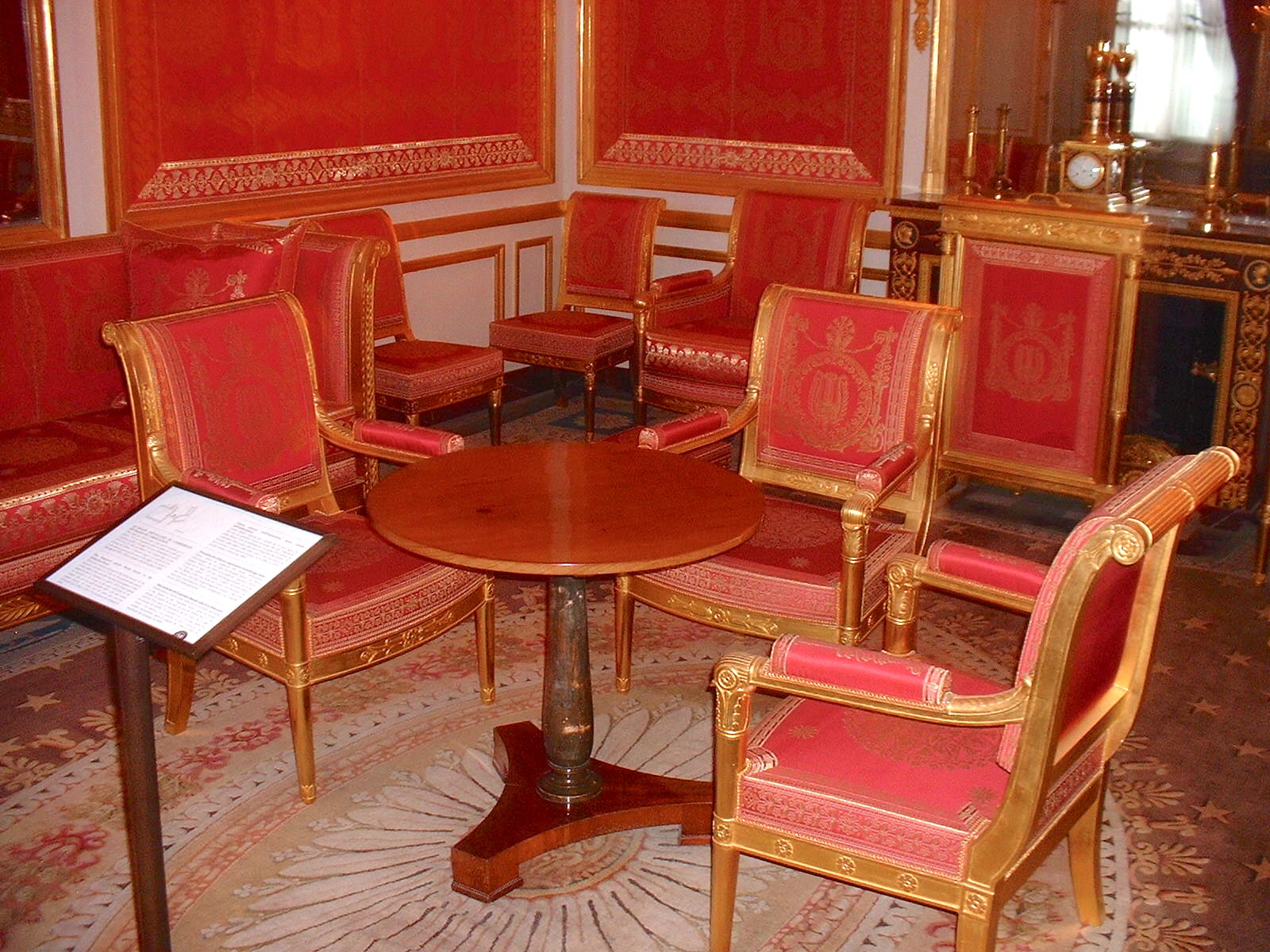
Az asztal, amelyen Napóleon aláírta lemondását elbai száműzetése előtt

A francia forradalom során a kastély nem szenvedett komolyabb károkat, de valamennyi bútort elárverezték. Az épületbe Seine-et-Marne megye központi iskolája költözött, majd 1803-ban Napóleon egy katonaiskolát szállásolt el benne. Mikor felmerült császárrá koronázása, Napóleon kezdet gondot fordítani a régi rezsim palotáinak és egyéb, presztízst emelő épületeinek és szokásainak megőrzésére. 1804-ben Fontainebleau-ban fogadta VII. Piusz pápát, aki a koronázására utazott Franciaországba. Erre az alkalomra a kastélyt ismét rendbehozták és empire stílusban bebútorozták, a pápa számára külön lakosztályt létesítettek. A királyi hálószobát ekkor alakították át császári trónteremmé. Napóleon a Fehér Ló-udvart (Cour du Cheval Blanc) átnevezte Becsület-udvarrá (Cour d'Honneur). Az udvarban fekvő Ferrare-szárnyat lebontották és helyére díszes vaskerítést és kaput állítottak; így a kastély homlokzata látványosabbá vált. A Diana- és Fenyőkertet újratelepítették és az akkor divatos angol stílusban újították meg.
Napóleon el volt foglalva hadjárataival, így a kastélyban csak szórványosan fordult meg. 1812 és 1814 között Fontainebleau-ban tartották őrizetben VII. Piusz pápát. 1810. november 5-én a kápolnában keresztelték meg a császár unokaöccsét, a leendő uralkodót, III. Napóleont. Keresztapja a császár, keresztanyja Mária Lujza császárné volt.
Napóleon uralkodása utolsó napjait a kastélyban töltötte és 1814. április 4-én itt írta alá lemondását. Miután öngyilkossági kísérlete nem sikerült, a Becsület-udvaron érzelmes búcsút vett régi gárdája katonáitól. Száznapos visszatérése során 1815. március 20-án állt meg Fontainebleau-ben. Szent Ilona szigetén írt emlékirataiban így emlékezett vissza a kastélyra: "… a királyok valódi lakhelye, az évszázadok háza. Építészeti szempontból talán nem volt a legszigorúbban (egységes), de bizonyosan jól átgondolt és minden szempontból megfelelő lakhelynek bizonyult. Minden bizonnyal ez volt Európa legkényelmesebb és legkellemesebb fekvésű palotája."

### A restauráció és a második császárság

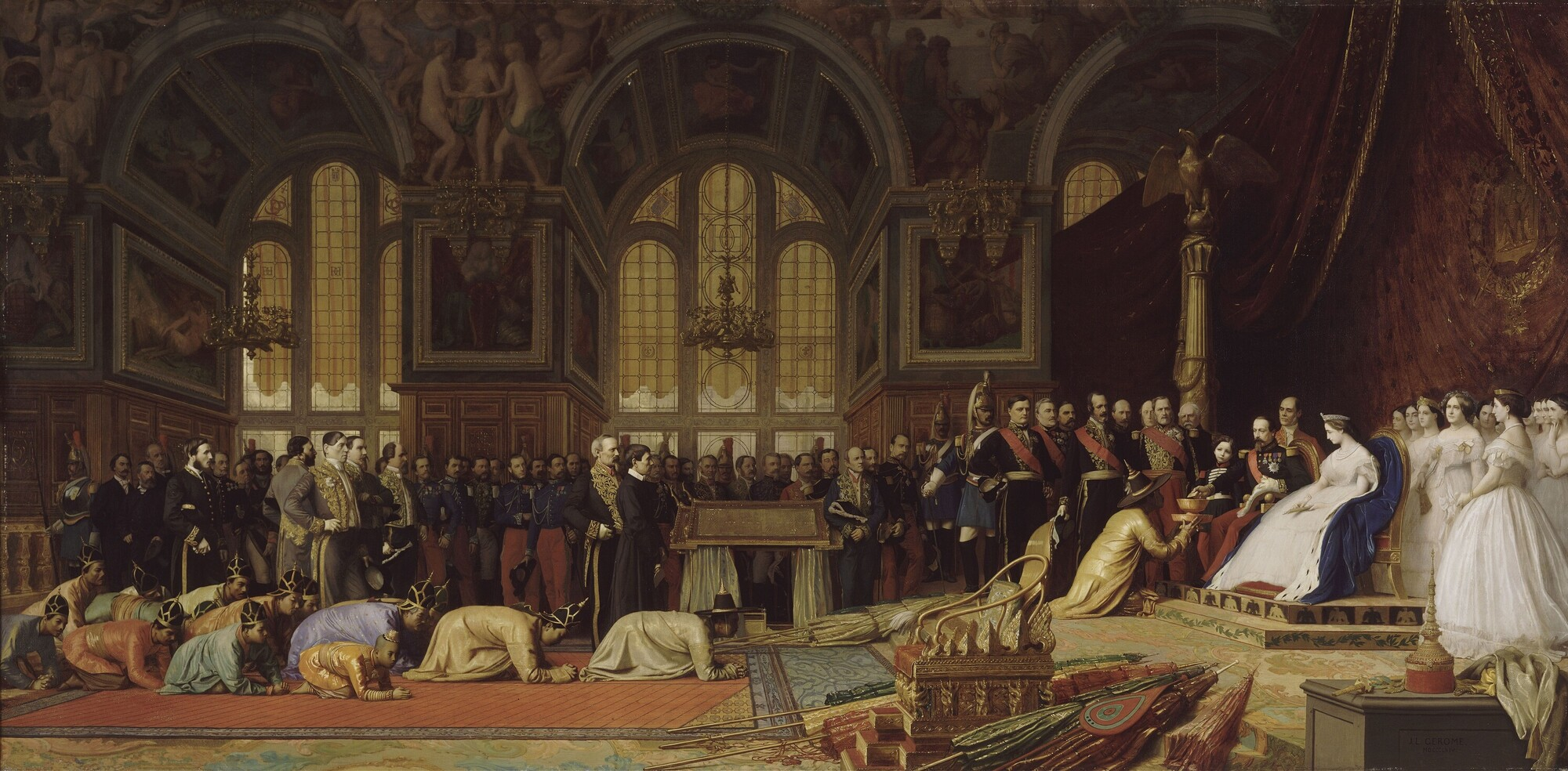
III. Napóleon a bálteremben fogadja a sziámi követeket (1864)

A monarchia restaurációja után XVIII. Lajos és X. Károly Fontainebleau-ban lakott, de jelentős változást nem eszközöltek rajta. Lajos Fülöp helyreállíttatott néhány szobát, másokat pedig a kor stílusában újra berendeztetett. A Testőrterem és a Tányérgaléria neoreneszánsz stílusú új külsőt kapott; a bálterem alatti Oszloptermet pedig neoklasszicista stílusban építették át.
III. Napóleon a régi idők királyaihoz hasonlóan sok időt töltött a kastélyban, elsősorban nyaranta. A régi helyiségek egy részét, mint pl. a Szarvas-galériát feltételezett eredeti külsejük alapján restaurálni akarták, de a császár és a császárné inkább eredeti pompájában hagyta. A nem használt helyiségekben számos vendégszobát rendeztek be. 1856-ban egy tűzvész során elpusztult a Belle Cheminée-szárny 18. századi színházterme. 1854–1857 között Hector Lefuel tervei alapján új, XVI. Lajos-stílusú színház létesült.
Eugénie császárné a Gros Pavilion földszintjén létrehozott egy kis múzeumot, ahol Sziám királyának 1861-ben átadott ajándékait és a pekingi Nyári Palota kifosztása során zsákmányolt műtárgyakat állították ki. Itt mutatták be olyan kortárs művészek alkotásait is, mint a festő Franz Xaver Winterhalter vagy a szobrász Charles Henri Joseph Cordier. A császár a XV. Lajos-szárnyban rendeztette be dolgozószobáját, a császárné pedig létrehozatott egy szalont: ezek voltak az utolsó helyiségek, amiket uralkodók rendeztek be. 1870-ben a francia-porosz háború után a császárság megbukott, a kastélyt pedig bezárták.

### A Harmadik Köztársaságtól napjainkig
A porosz–francia háborúban a poroszok 1870. szeptember 17-én megszállták az épületegyüttest és rövid időre itt rendezték be Frigyes Károly herceg főhadiszállását. A háború után ide költöztették az Elzászból kimenekített tüzérségi és hadmérnöki főiskolát. A Harmadik köztársaság egyes államfőit is itt szállásolták el, és olyan illusztris vendégek fogadására is használták, mint I. Sándor szerb (1891), I. György görög (1892), II. Lipót belga (1895) és XIII. Alfonz spanyol uralkodó (1913).
A jelentősebb épületek homlokzatai már 1913-ban műemléki védettséget kaptak. 1923-ban, az első világháború után ide költöztették a zenét és művészetet oktató Écoles d'Art Américaines-t. 1927-ben nemzeti jelentőségű múzeummá nyilvánították a kastélyt. Az 1856-os tűz során megégett Belle Cheminée-szárny felső emeletét a Rockefeller Alapítvány támogatásával helyreállították.
A második világháborúban a németek 1940. június 16-án megszállták az épületet. A háború után a kastély egy részében rendezték be a NATO közép-európai főparancsnokságát, egészen 1966-ig.
1964–1968 között Charles de Gaulle és kultuszminisztere, André Malraux teljesen felújíttatta a kastélyt. 1981-ben felkerült az UNESCO világörökség-listájára. A kulturális minisztérium 2006-ban megkezdte a királyi istállók restaurálását, 2007-ben pedig megkezdődött a 19. századi színházterem restaurálása is. Az utóbbi műveletet Adu-Dhabi kormánya finanszírozta, ezért a színházat Halífa bin Zájed Ál Nahján emírről nevezték el.
2015 március 1-ének reggelén betörtek a kastély kínai múzeumába és elvittek kb. tizenötöt a legértékesebb műtárgyak közül, többek között a sziámi király koronájának másolatát, amelyet III. Napóleonnak küldtek.

## A kastély részei

### I. Ferenc-galéria

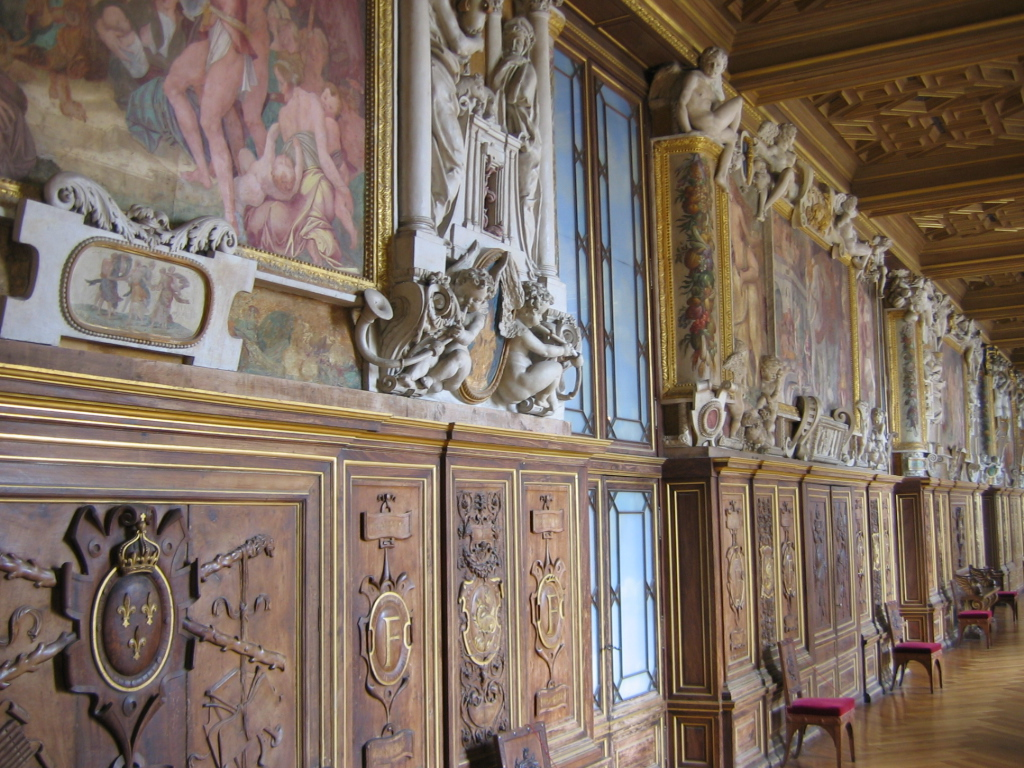
Az I. Ferenc-galéria dekorációjának részlete

A 60 m hosszú és 6 m széles I. Ferenc-galéria (Galerie François-Ier)az egyik legelső és legszebb példája a franciaországi reneszánsz belsőépítészetnek. Eredetileg 1528-ban épült az Ovális udvar királyi lakosztálya és a Szentháromság-kápolna összekötése céljából, de a király már 1531-ben a lakosztályhoz csatolta. 1533 és 1539 között kiváló olasz festők (Rosso Fiorentino és Francesco Primaticcio) vezetésével kapta meg stukkók keretezte reneszánsz freskóit, amelyek a király erényeit megjelenítő mitológiai jeleneteket ábrázolnak. A szintén olasz Francesco Scibec da Carpi bútorkészítő a fal alsó felének dekorációját végezte el: a francia címer és a király jelképe, a szalamandra látható rajtuk.
Az ablakos oldal freskói: "A tudatlanság kiűzése", "Az állam egysége", "Cléobis és Biton", "Danaé", "Adonisz halála", "Az örök ifjúság elvesztése", "Kentaurok és lapithák harca".
Az ablaktalan oldal freskói: "Áldozat", "A király elefántja", "A cataniai ikrek", "Fontainebleau nimfája" (ezt J. Alaux festette 1861-ben a régi bejárat helyére), "Akhillesz nevelése", "A csalódott Vénusz".

### Bálterem

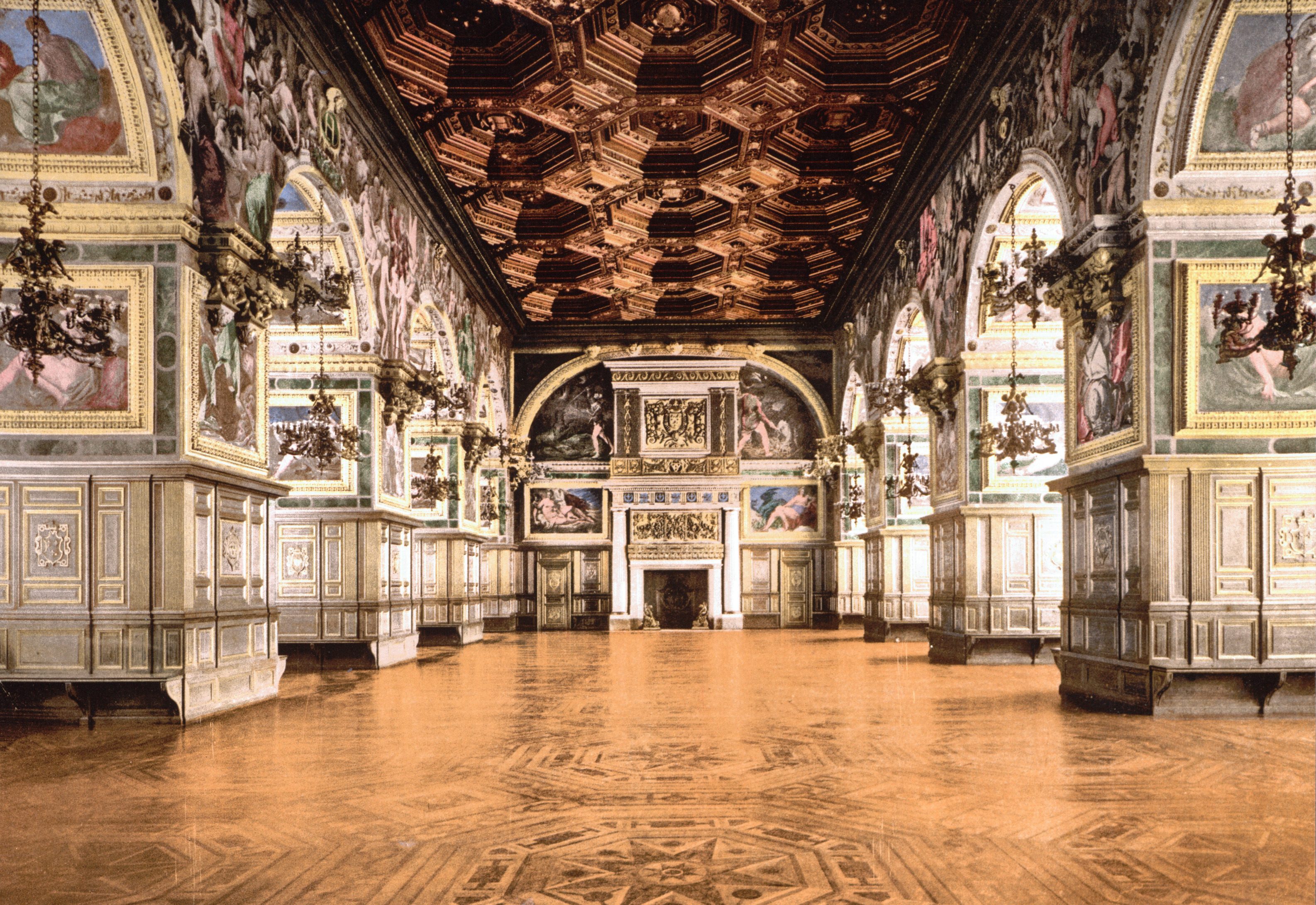
II. Henrik bálterme

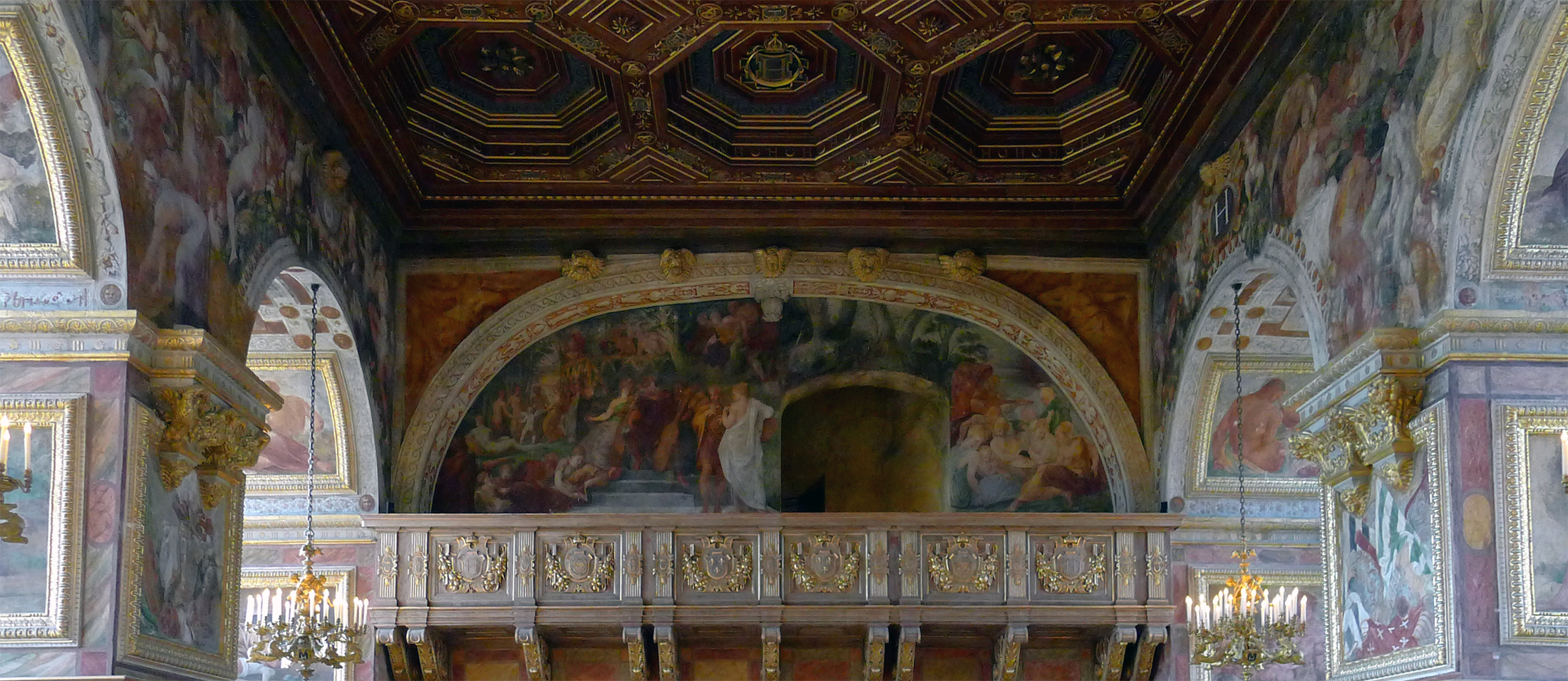
A zenészek erkélye

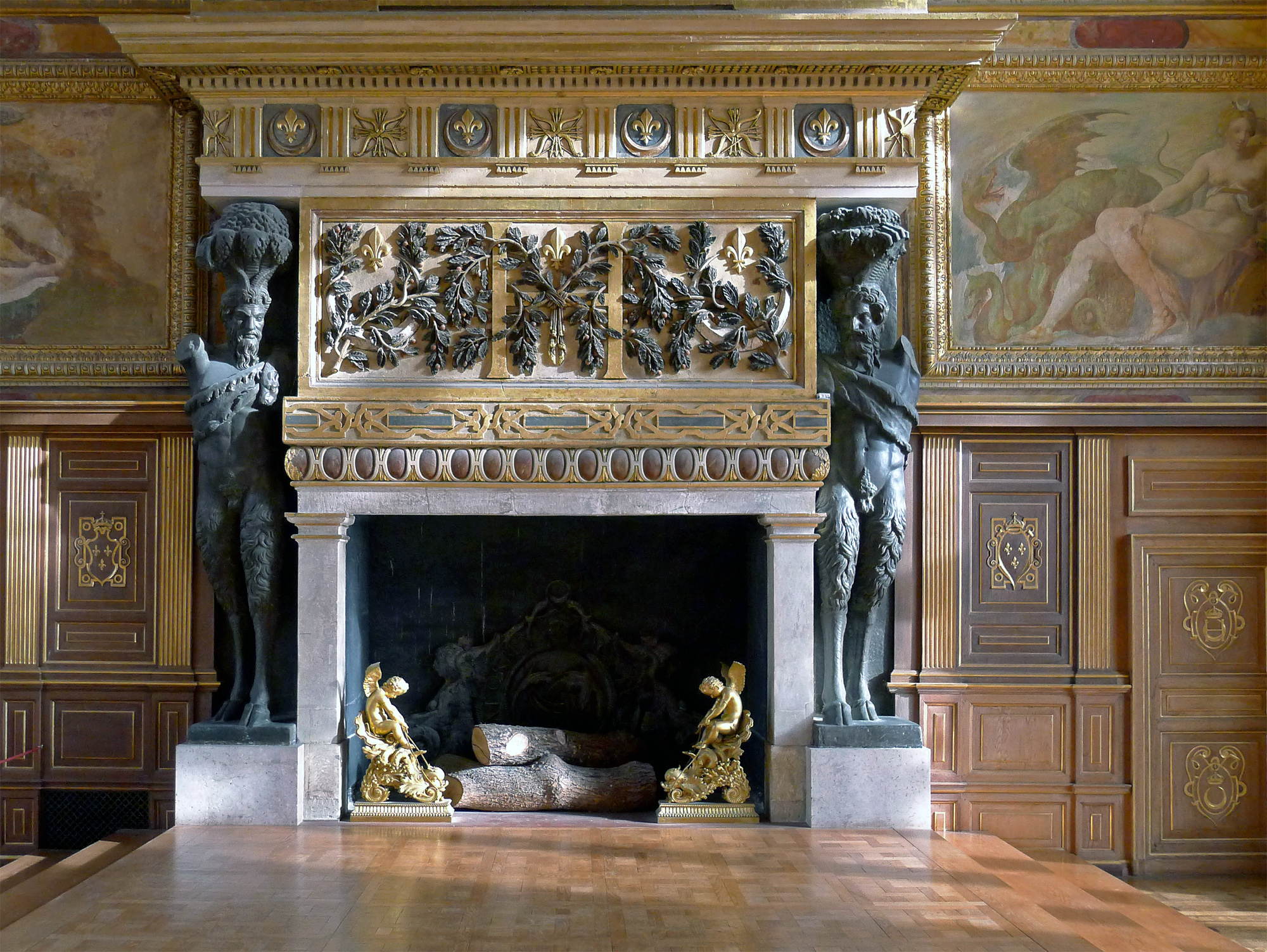
A bálterem hatalmas kandallója

A bálterem (Salle de bal) helyén eredetileg I. Ferenc oldalt nyitott oszlopcsarnoka, loggiája volt. 1552 körül II. Henrik utasítására magas ablakos falakkal körbevették, fent kazettás mennyezetet kapott és berendezték bálteremnek. Díszítései között prominens helyet kapott a király nevének kezdőbetűje, a H.
Nyugati végében monumentális kandalló található amelyet ókori római szobrok bronzutánzatai ékesítenek. A helyiség keleti végében van az az erkély, amelyen a zenészek játszottak a bálok alatt. A terem dekorációja sokszor változott az évszázadok során. A mai, mennyezethez illő padló a 19. század első feléből, Lajos Fülöp idejéből származik.
A falak freskóit Nicolo dell'Abate kezdte el festeni 1552-ben Primaticcio vázlatai alapján. A kert felőli oldalán található az "Aratás"; "Vulcanus Vénusz kérésére fegyvert kovácsol Ámornak", "Phaeton kérleli Apollót, hogy vezethesse a Nap kocsiját", "Jupiter és Mercurius Philemon és Baucis otthonában".
Az Ovális udvar oldalán láthatóak a következő freskók: "Bacchus lakomája", "Apolló és a múzsák a Parnasszuson", "A három grácia tánca az istenek előtt", "Thetis és Peleus esküvője és a viszály almája".
A zenészek erkélye mögötti freskó zenészeket ábrázol.

### A Szt. Szaturninusz-kápolna
A bálterem mögött található Szt. Szaturninusz kápolnája (Chapelle Saint-Saturnin). Alsó része még a 12. században épült , de I. Ferenc idején teljesen lebontották és újjáépítették. A sèvres-i üvegből készült ablakok Lajos Fülöp idejében kerültek a helyükre; sőt a király lánya, a művészi babérokra törő Orleans-i Mária hercegnő tervezte őket. A felső, királyi kápolnát Philibert de l’Orme dekorálta. A helyiség mennyezete a bálterem stílusát követi, a végén kupolával.

### A Testőrterem

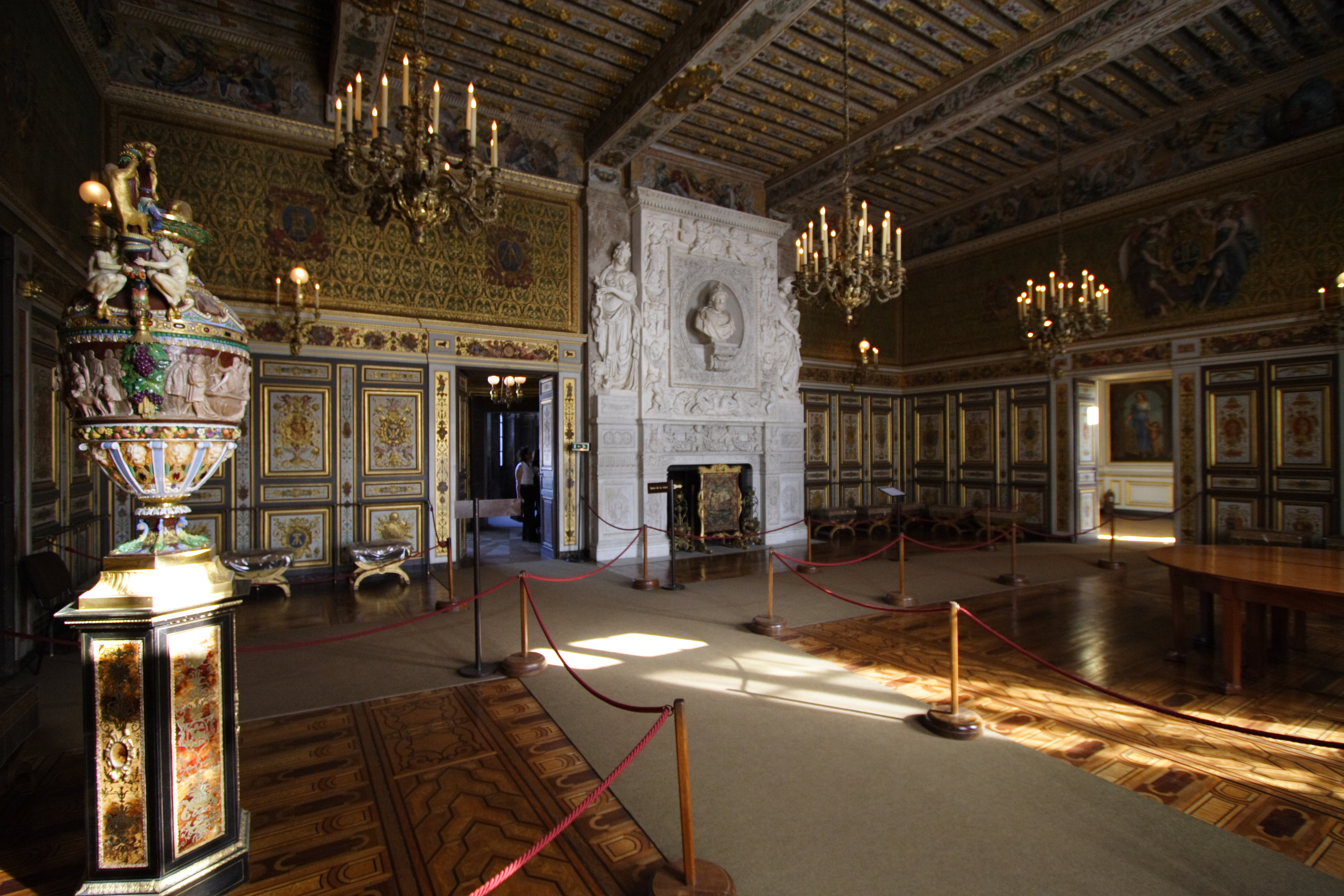
A Testőrterem

A testőrök szobája mindig is a királyi hálószoba mellett kapott helyet. A Salle des Gardes IX. Károly uralkodása alatt készült el. Eredeti, 1570-s évekbeli dekorációjának már csak részletei találhatók; ilyen a kazettás mennyezet és a Ruggiero d'Ruggierinek tulajdonított, hadi trófeákat ábrázoló fríz. 1836-ban Lajos Fülöp szalonná rendezte át és padlója a mennyezet stílusának megfelelő, trópusi fából készült parkettát kapott; egyúttal hatalmas kandalló is épült. A kandalló fölött látható IV. Henrik mellszobra, két oldalalak kíséretében (feltehetően Pierre Bontemps alkotása); ezek eredetileg a II. Henrik-féle hálószobában voltak elhelyezve. Lajos Fülöp idejéből származik a reneszánsz díszítésű jókora porcelánváza is. III. Napóleon uralkodása alatt a helyiséget ebédlőnek használták.

### A király lépcsője

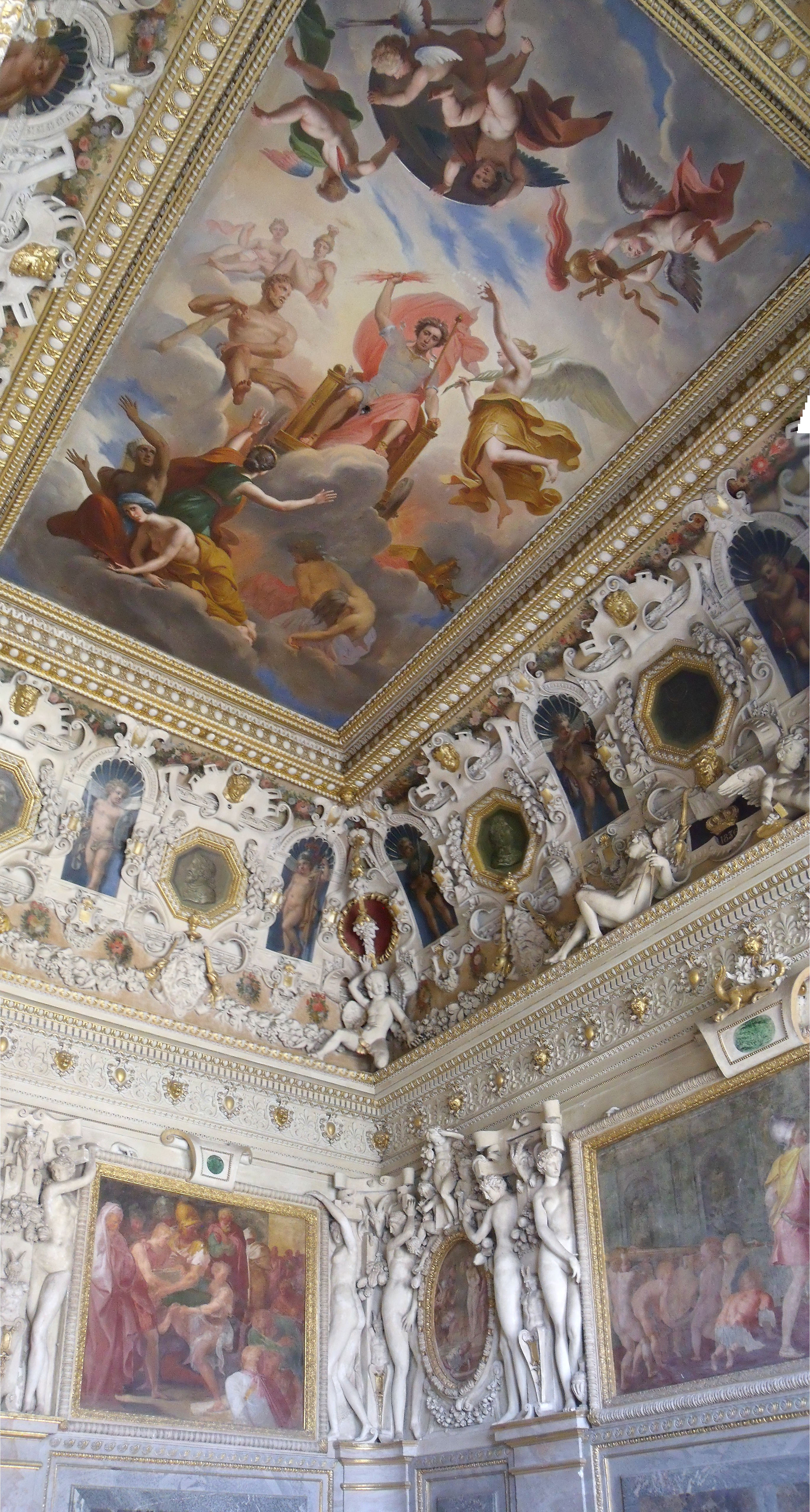
A király lépcsője

A király lépcsőjét (Escalier du roi) 1748-49-ben építették Anne de Pisseleu (I. Ferenc szeretője) hálószobájának helyére. Tervezője, Ange-Jacques Gabriel az előző helyiség sok dekorációs elemét felhasználta, amelyeket eredetileg még Primaticcio készített. A falak felső része ovális és szögletes panelekre van osztva, rajtuk jelenetek láthatóak Nagy Sándor szerelmi életéből. A festményeket női alakokból, puttókból, szatírokból álló szoborcsoportok választják el egymástól, amelyek Primaticcio művei. A keleti falat a rekonstrukció során lebontották; ezt Lajos Fülöp idejében pótolták, festményei Abel de Pujol kezétől származnak.

### A királyné hálószobája

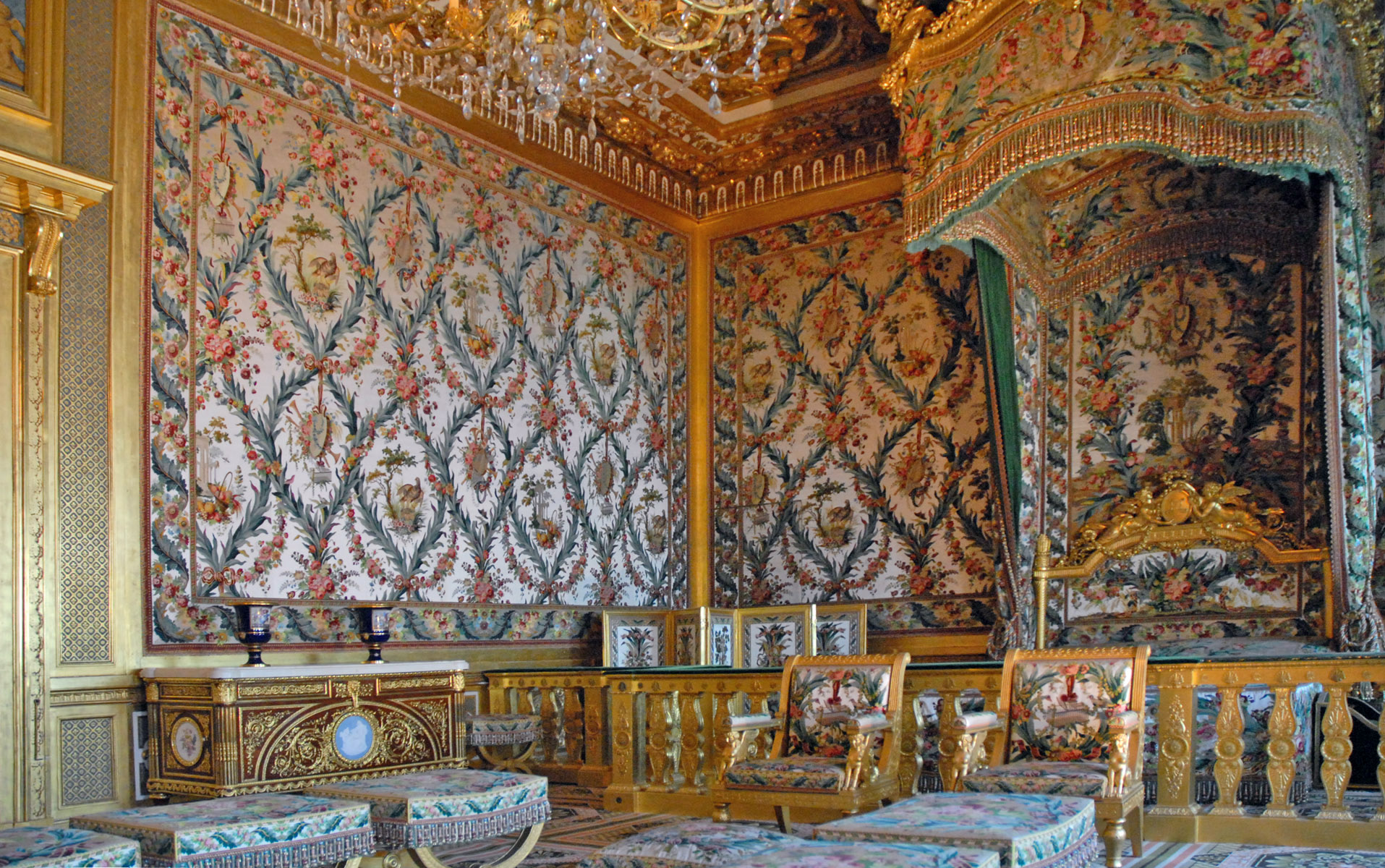
A királyné hálószobája

IV. Henrik feleségétől, Medici Máriától kezdve egészen Eugènie császárnőig Franciaország valamennyi király- és császárnéja ebben a hálószobában volt elszállásolva. Az ágy fölötti baldachint 1644-ben faragta Guillaume Noyers bútorkészítő mester XIV. Lajos anyja, Ausztriai Anna számára. XV. Lajos felesége, Marie Leszczynska 1746–1747-ben újrarendeztette a szobát: az alkóv mennyezetét, az ablakok körüli dekorációt és a paneleket az akkor divatos rokokó stílusban Jacques Vererckt és Antoine Magnonais készítették. A kandalló dekorációja is ebből a korból való.
Az ajtókat és a fölöttük lévő faragott paneleket Marie-Antoinette számára készítették arabeszkes díszítésekkel 1787-ben. Az ágyat szintén az ő számára rendelték, de már csak 1797, a forradalom kitörése és a királyné kivégzése után érkezett meg; így Napóleon feleségei, Josephine és Mária Lujza aludtak benne.
A falak madaras-virágos tapétája 1805-ben került a helyére. 1968 és 1986 között az eredeti szövetet modellül használva restaurálták. A bútorok I. Napóleon idejéből valók. Az ágy körüli korlátot eredetileg a Tuileriák palotájának tróntermébe készítették 1804-ben. A szfinxes karosszékek, a két fiókos szekrény és a többi bútordarab 1806-ban került a szobába.

### Marie-Antoinette budoárja

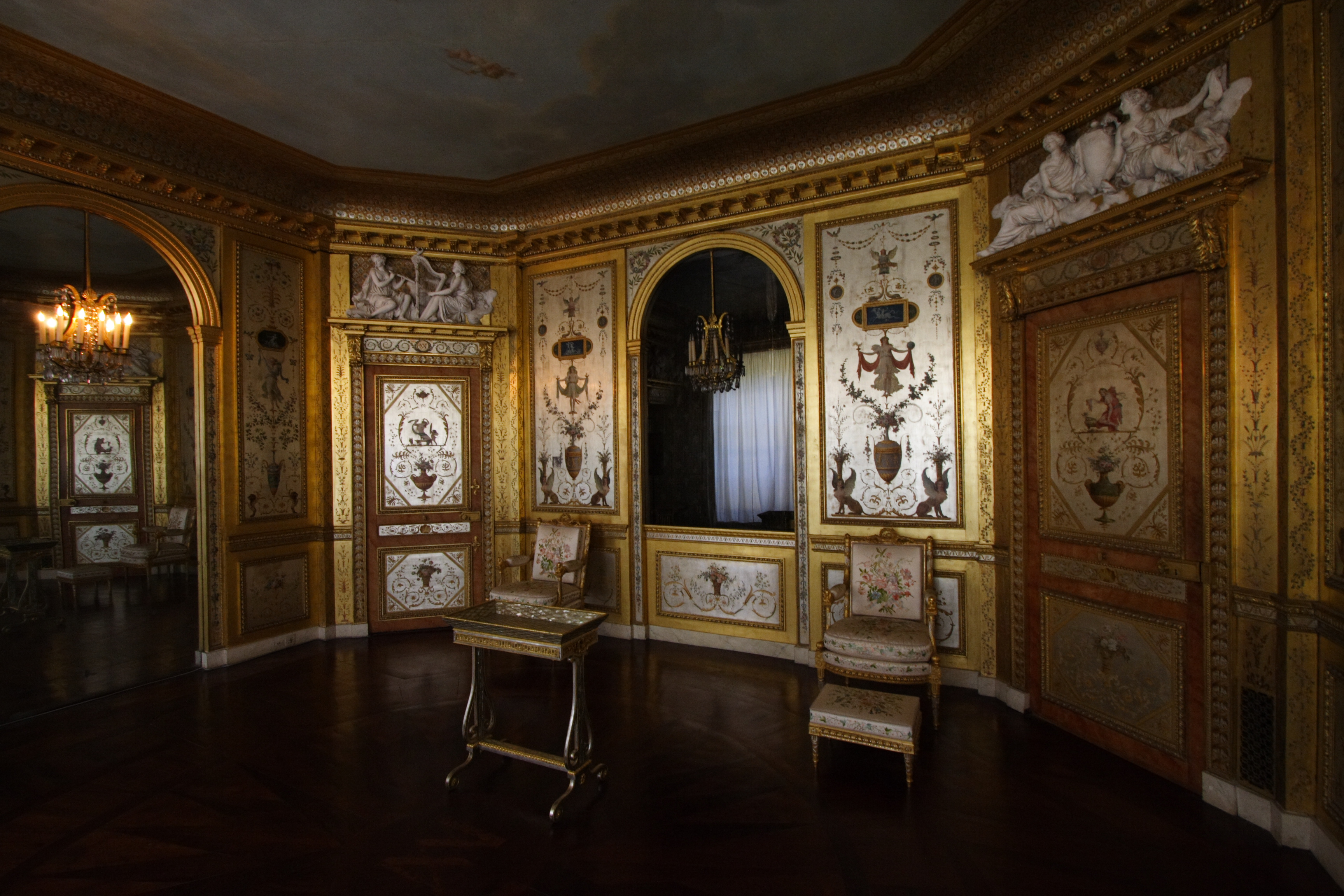
Marie-Antoinette budoárja

A királynéi hálószoba mellett Marie-Antoinette számára 1786-ban berendeztek egy kis privát szalont, egy budoárt. A helyiség a legjobb, máig fennmaradt példája a francia forradalmat közvetlenül megelőző belsőépítészeti stílusnak. Jellemzői az ókori Rómába visszanyúló motívumok, arabeszkek, kámeák, szobrok, fehér paneleken ábrázolt vázák és virágfüzérek, amelyeket aranyozott, faragott fakeretek vesznek körbe.
A szoba berendezését ugyanaz a Pierre Rousseau által vezetett csapat készítette, amelyik a játékszobát is berendezte. A fapaneleket Laplace faragta, Michel-Hubert Bourgeois és Louis-François Touzé festette. A nyolc múzsaszobrot Roland készítette gipszből, a díszes kandalló Jacques-François Dropsy, míg a aranyozott bronzdíszek Claude-Jean Pitoin munkái. A királyné emblémájával ékesített mahagóni parkettát Bernard Molitor 1787-ben fejezte be. A Jean-Simon Berthélemy festette mennyezeten Auróra és egy csapatnyi angyal látható.
A bútorokat Jean-Henri Riesener tervezte külön a szalon számára és a legfinomabb, legdrágább anyagokból, gyöngyházból, aranyozott bronzból, szaténból, ébenfából készítette el. Az eredetiek közül már csak néhány maradt meg, közte egy asztal, egy zsámoly és egy hengerformájú pult. A két karosszék másolat, eredetijük a lisszaboni Gulbelkian Múzeumban tekinthető meg.

### Napóleon trónterme (korábban királyi hálószoba)

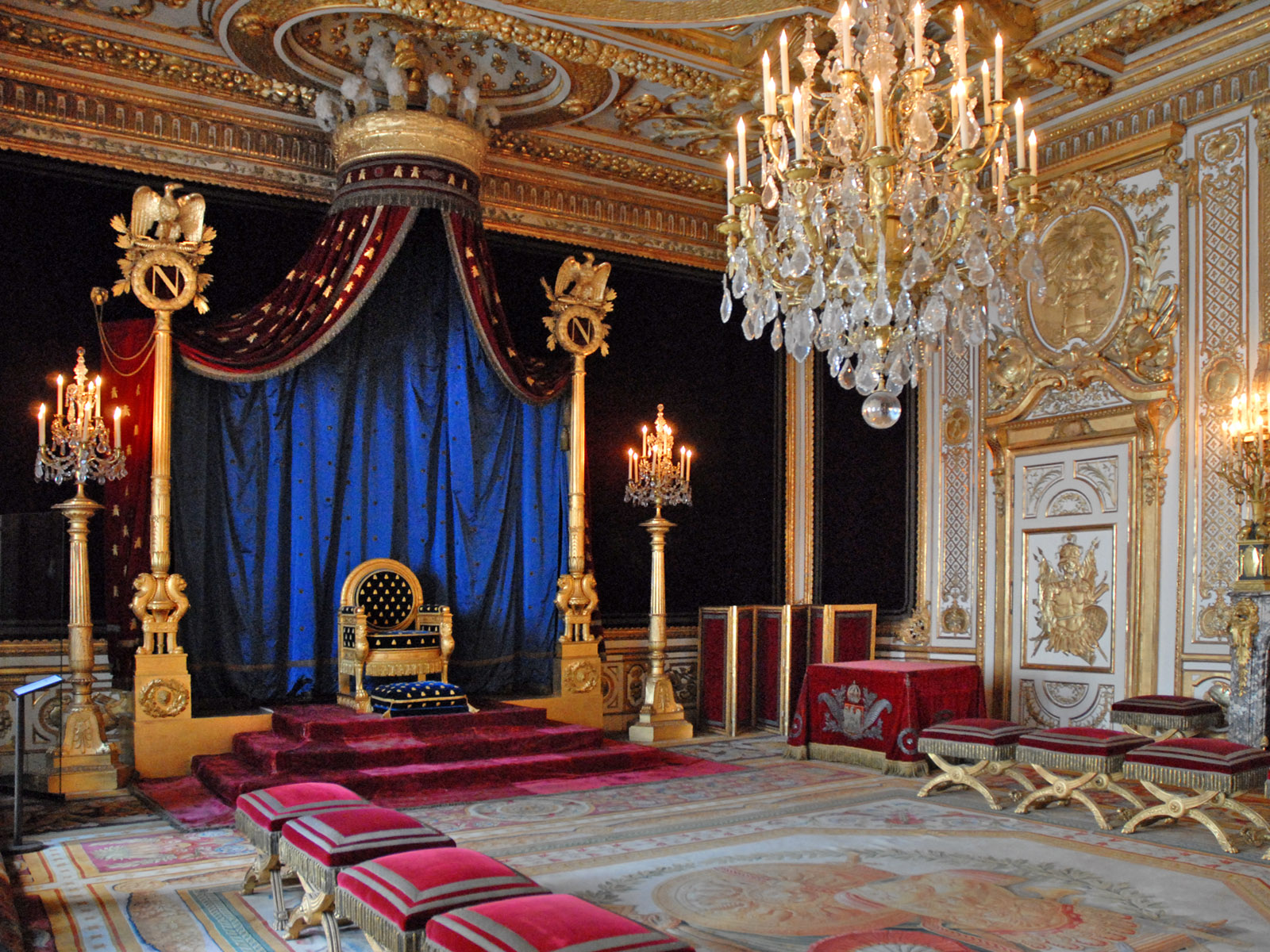
A trónterem

Napóleon 1808-ban döntött úgy, hogy a francia királyok (IV. Henriktől egészen XVI. Lajosig) hálószobáját trónteremnek rendezi be és a trón pontosan az ágy helyére került. Az ancien régime idején a király ágya a hatalom szimbóluma volt és az udvaroncok külön üdvözölték, amikor elhaladtak mellette. A császár azt akarta, hogy látható legyen uralmának kapcsolódása a korábbi államberendezkedéshez. A faragott famennyezet nagyobbik része, a falak alsó fapaneljei és az ajtók XIII. Lajos-korabeliek. A trón fölötti mennyezetrész XIV. Lajos uralkodásának végén készült. XV. Lajos alatt került helyére a trón fölötti mennyezet egy része, egy új kémény, a kandalló melletti fafaragványok, az ajtók fölötti motívumok a trónnal szemközti faragványok (1752–54-ben). Ekkor festették fehérre a mennyezetet és díszítették aranyozással és mozaikokkal, a királyné hálószobája mennyezetének megfelelően.
Napóleontól származnak a neve kezdőbetűjével ellátott címerek és a császári sas. A trónkörüli dekorációt eredetileg 1804-ben tervezte Jacob-Desmalter a Saint-Cloud plaota számára, a trón pedig a Tuileriák palotából került át Fontainebleau-be.
A kéményen eredetileg XIII. Lajos Philippe de Champaigne festette portréja volt látható, de az a forradalom alatt megsemmisült. Helyére Napóleon saját képmását helyeztette, amelyet Lajos Fülöp 1834-ben levétetett és ismét XIII. Lajos képét tette a helyére.

### Tanácsterem

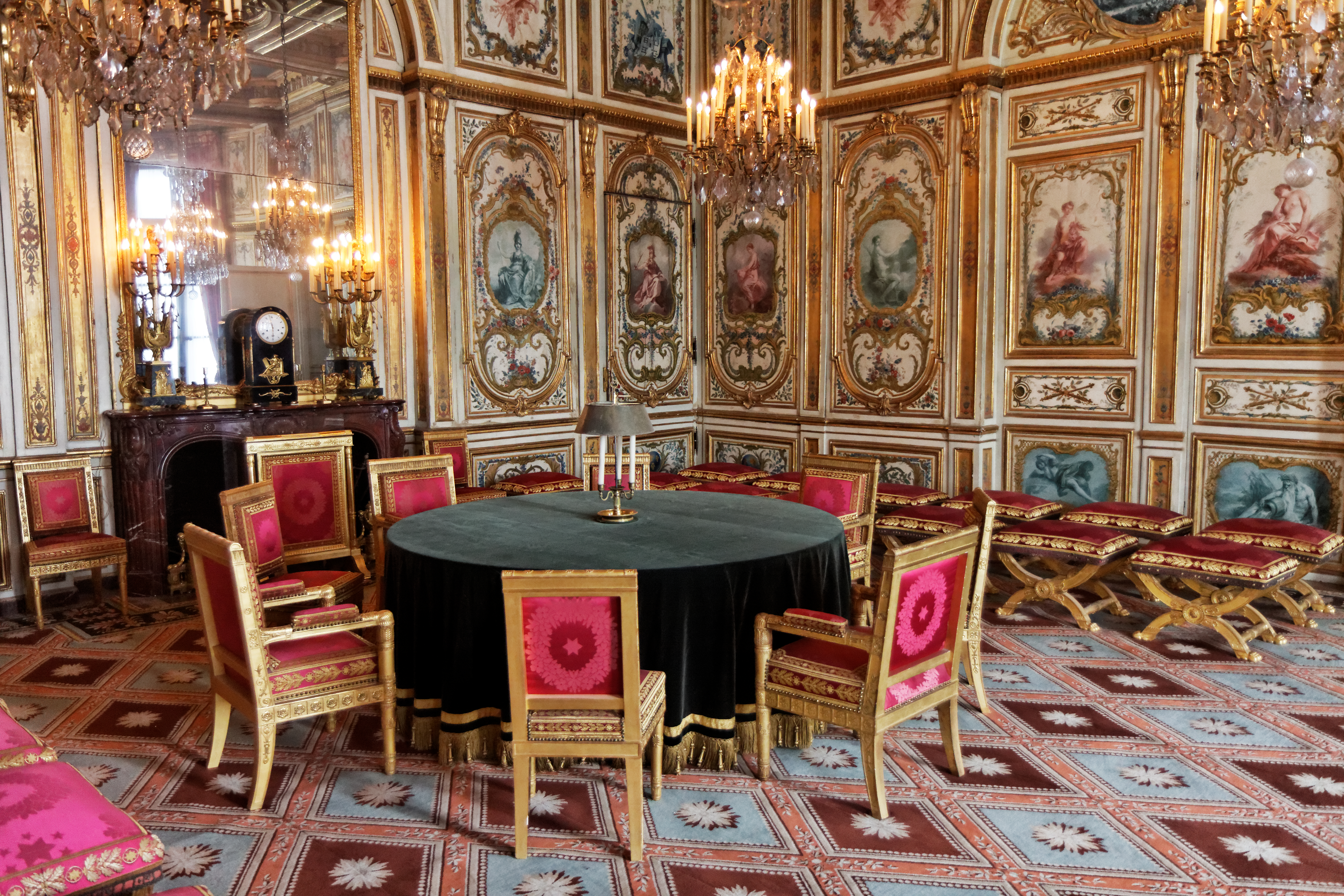
A Tanácsterem

A trónterem közelében található a tanácsterem (Salle du conseil) ahol az uralkodók a minisztereket és legközelebbi tanácsadóikat fogadták. A helyiség eredetileg I. Ferenc dolgozószobája volt és Primaticcio tervezte az ókori mitikus hősöket és különböző erények megtestesüléseit ábrázoló fapaneljeit a falakon. XIV. Lajos megnagyobbíttatta a szobát és a dekorátor, Claude Audran ugyanebben a stílusban egészítette ki az új falak díszítését. 1751–1754 között Ange-Jacques Gabriel vezetésével teljesen felújították, a panelekre az erények, az elemek és az évszakok allegóriái kerültek Jean-Baptiste Marie Pierre és Carle van Loo ecsetjéből. A falak felső részére Alexis Peyrotte festett virágokat, tudományos és művészeti témájú medallionokat. A mennyezet öt festménye François Boucher műve, témáik az évszakok, valamint az éjszakat elűző felkelő Nap. A kert felőli oldalra XV. Lajos építtetett be egy félrotundát 1773-ban; ennek mennyezetére Lagrenée festette "Gyermekeivel körülvett Dicsőség" c. képét.
I. Napóleon tanácsteremnek használta a helyiséget; a bútorok ebből a korszakból valók. A miniszterek karosszékei Marcion (1806), a tanácsadók támlátlan székei pedig Jacob-Desmalter (1808) művei.

### A pápa és az anyakirálynők lakosztálya

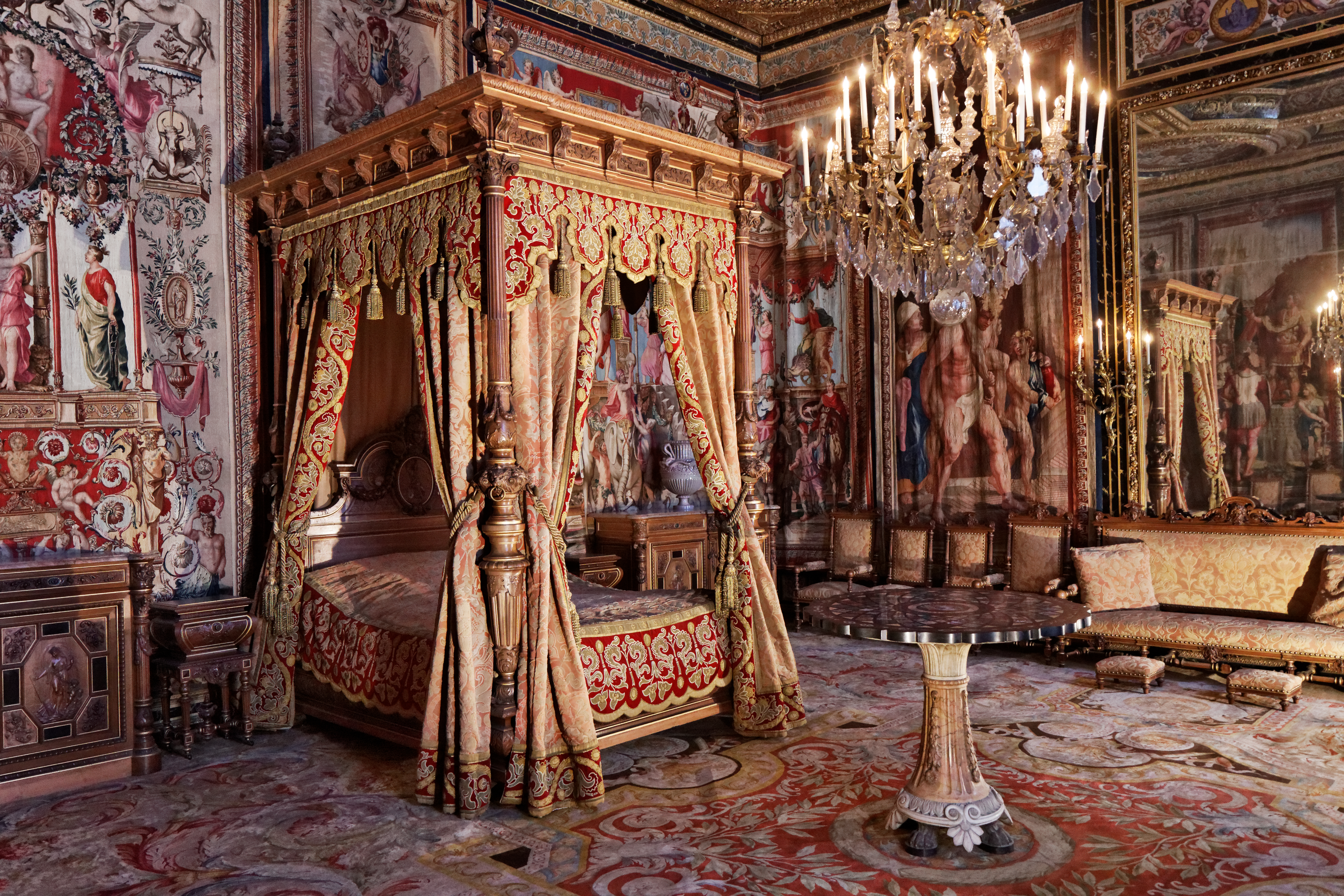
Ausztriai Anna hálószobája

Az ún. Anyakirálynők és a pápa lakosztályainak szárnyában található pápai lakosztály onnan kapta a nevét, hogy 1807-ben, Napóleon koronázásakor itt lakott VII. Piusz pápa. 1812–14 között szintén itt lakott, amikor a császár akarata ellenére házi őrizetben tartotta.
Korábban, a 17. század elején itt éltek Medici Mária és Ausztriai Anna királynék. Ez volt az otthona XIV. Lajos legidősebb fiának, a Grand Dauphinnak is. A 18. században XV. Lajos lányait szállásolták el benne, majd Lajos unokáját, Provence grófját (a leendő XVIII. Lajost). Az első császárság idején Napóleon öccse, Lajos és az ő felesége, Hortense (Josephine császárné első házasságából származó lánya) éltek a lakosztályban. Lajos Fülöp uralkodása alatt az ő legidősebb fia, Orléans hercege volt ide elszállásolva. A második császárság során Stephanie de Bade, I. Napóleon fogadott unokahúga költözött be. 1859–1861 között restaurálták, utána pedig magas rangú vendégek elszállásolására használták. Eredetileg két részből állt (XIII. Lajos és XV. Lajos-lakosztályok), amelyeket az idők során hol egybenyitottak, hol különválasztottak.

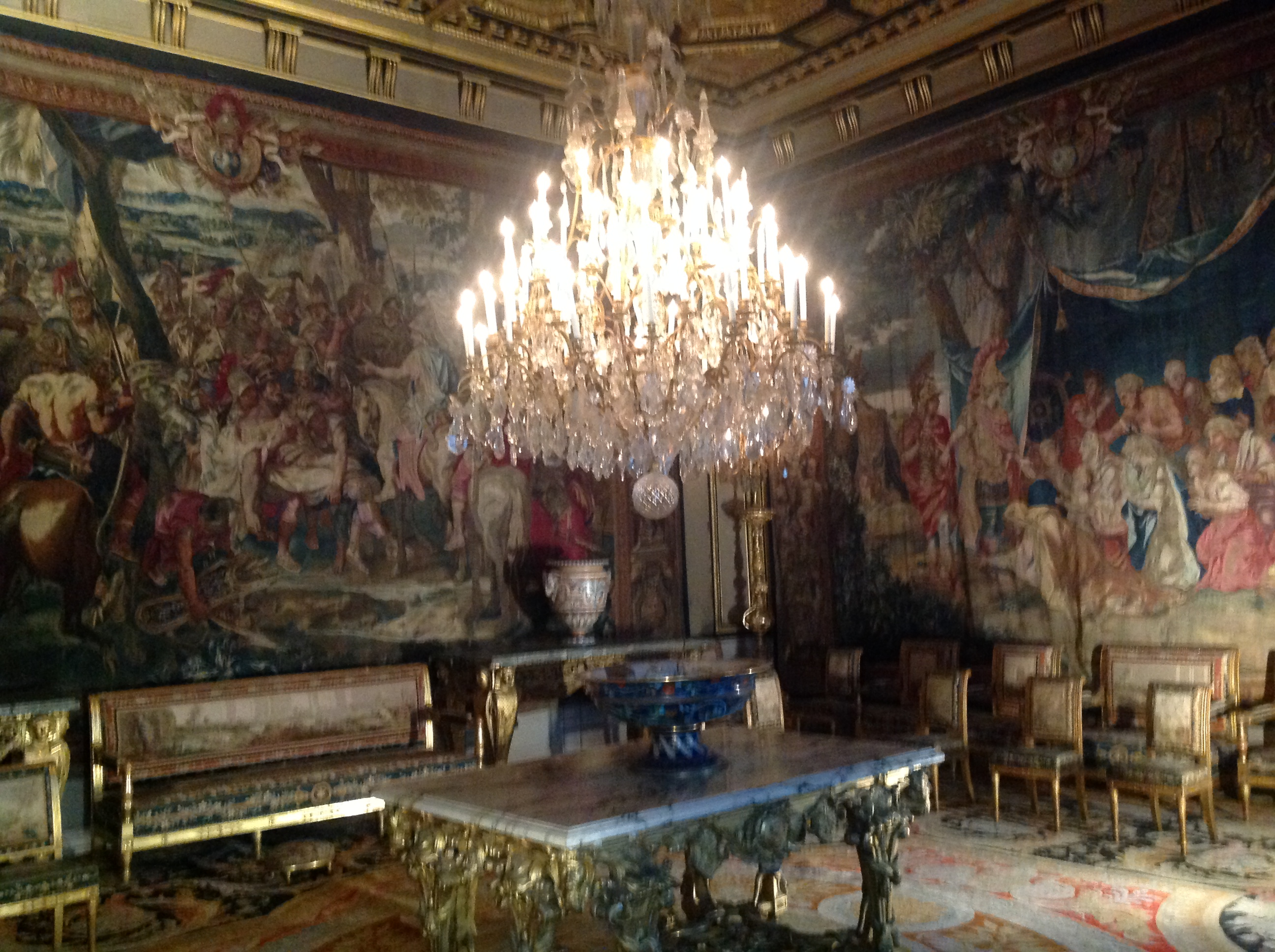
A Nagyszalon, a királynéi lakosztály előszobája

A fogadószalon (Salon de réception) Ausztriai Anna hálószobájának előszobája volt. Aranyozott és faragott mennyezete hét részre oszlik, rajta a nappal és az akkor ismert planétákkal, a kisebb részek pedig hadi trófeákat ábrázolnak. Ezeket még 1558-ban készítette Ambroise Perret II. Henrik Poeles pavilonbeli hálószobája számára (a pavilont később lebontották). A díszítményeket Anna királyné vitette át a saját lakosztályába, de elláttatta azokat a saját jelképeivel, többek között pelikánokkal. A falak fapaneljei feltehetően ugyanebből az időszakból származnak.
Magának a hálószobának a dekorációja jórészt az 1650-es években készült. A mennyezet hét részből álló festményeit Charles Errard-nak tulajdonítják; a falak dúsan faragott fapaneljeit tölgy- és indiai fügelevelek díszítik; az ajtók fölötti képek pedig Annát ábrázolják Minervaként, Ausztriai Mária Teréziát (XIV. Lajos feleségét) pedig a Bőségként. 1700 körül egy új kandallót kapott a lakosztály, 1784-ben pedig a tükrök kaptak virágos kereteket. A Második Császárság idején 17. századi stílusú festett paneleket helyeztek el a tükrök közé és fölé, valamint az ajtók közé.

### Diana-galéria

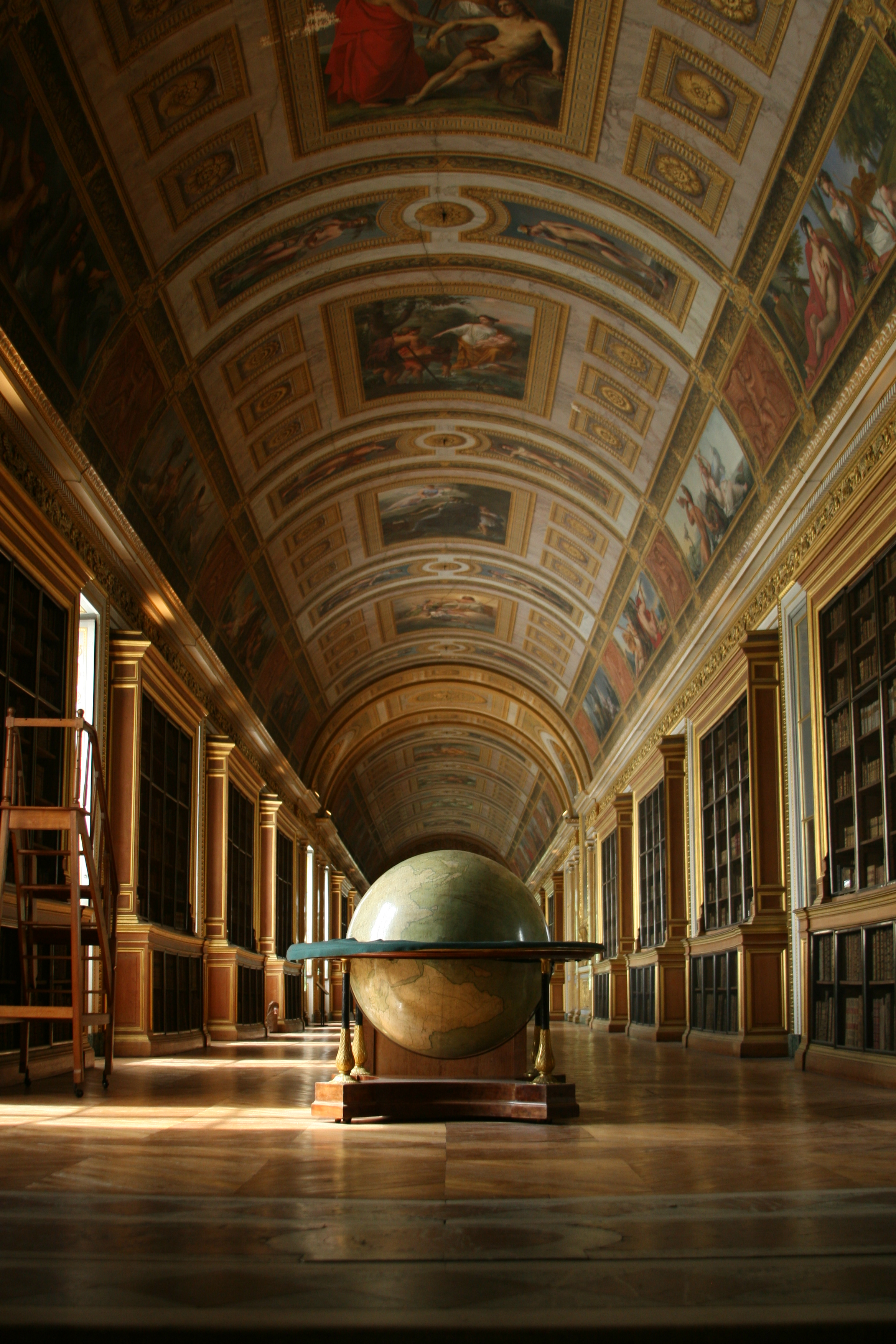
A Diana-galéria

A Diana-galéria (Galerie de Diane) 80 m hosszú, ma könyvespolcokkal szegélyezett folyosóját IV. Henrik építtette felesége sétái számára. A boltíves mennyezetet Ambroise Dubois kezdte el ellátni Dianát ábrázoló festményekkel 1605-ben. A 19. század elejére romossá vált és 1810-ben Napóleon átalakíttatta, hogy tetteinek dicsőségét hirdesse. A jó állapotban megmaradt festményeket átvitték a Tányérgalériába. Az átalakítással megbízott építész, Hurtault a Louvre nagy galériát vette alapul és a mennyezeten Napóleon uralkodásainak nagy pillanatait akarta megörökíttetni. 1814-re az építkezés befejeződött, de mire a festményeken is meg akarták kezdeni a munkát, a császár elveszítette hatalmát.
A monarchia restaurációja után XVIII. Lajos neoklasszicista stílusban fejeztette be az átalakítást. A Napóleon-festmények már kész kereteibe Merry-Joseph Blondel és Abel de Pujol készített új Diana-képeket. A folyosó falaira az 1820-as évek Trubadúr stílusában készült, a monarchia történelmét bemutató festmények kerültek. III. Napóleon idején, 1853-tól a galériát könyvtárrá alakították át és a festmények többségét eltávolították (kivéve IV. Henrik nagy lovas képét). A bejárat közelében található glóbusz 1861-ben került oda Napóleon Tuileriák palotájabeli dolgozószobájából.

### Napóleon lakosztályai

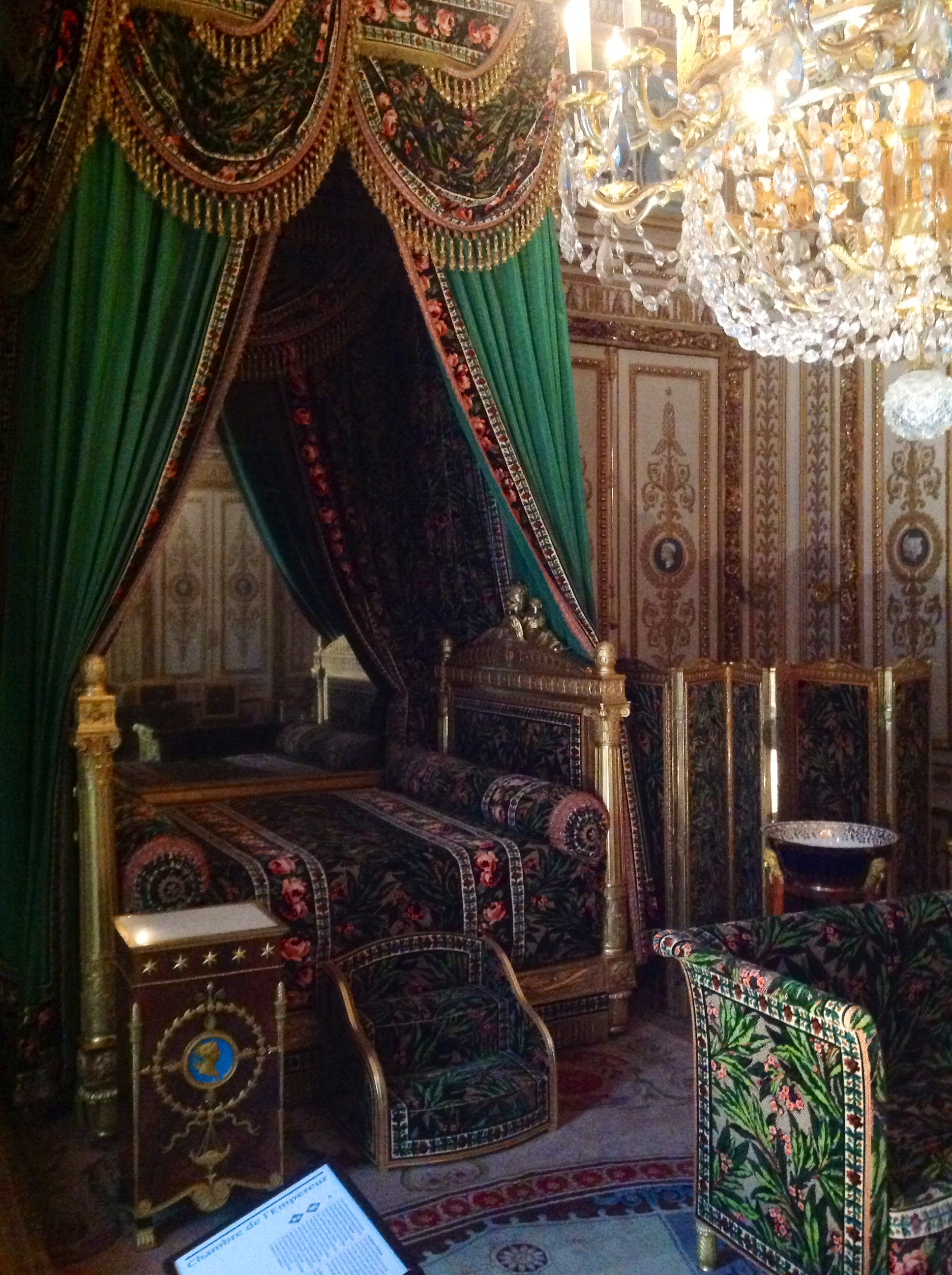
I. Napóleon hálószobája

Napóleon 1804-ben döntött úgy, hogy külön lakosztályt rendeztet be a maga számára a kastélyban. Erre a célra az I. Ferenc-galéria mellett, az 1786-ban XVI. Lajos számára berendezett hat szobát különítették el és empire stílusú dekorációt és bútorzatot kaptak. A régi lakosztály egy öltözőszobából, dolgozószobából, könyvtárból és fürdőszobából állt.
1808-ban a korábbi királyi öltözőszobát átalakították Napóleon hálószobájává. A császár az ágy jobb oldalán egy drapéria mögé rejtett titkos ajtón juthatott közvetlenül a magánkönyvtárába vagy a földszintre.
A dekoráción keveset változtattak, alapvetően XVI. Lajos-korabeli maradtak a kandallók, a Pierre-Joseph LaPlace-faragta fapanelek a falakon és az ajtó fölötti domborművek. A falakra Frederic-Simon Moench festett arany császári jelképeket. A külön Napóleon számára készített empire stílusú császári sassal, valamint a Dicsőség, Igazság és Bőség allegóriáival van ékesítve. A szőnyeget külön erre a célra, a császár által alapított Becsületrend keresztje alakjában szőtték; a kereszt ágain váltakozva katonai és polgári szimbólumok láthatóak. A kandalló melletti karosszékeket úgy tervezték, hogy a tűzhely felőli oldaluk magasabb legyen és a benne üldögélő a tűz hevétől védve csodálhassa a dekorációkat. A mennyezeti festmény későbbi, Napóleon bukása és a monarchia restaurációja után festette Jean-Baptiste Regnault, címe "A király irgalmassága megállítja útján az igazságszolgáltatást.
A dolgozószoba egy kis helyiség volt, ahol a császár dolgozhatott. 1811-ben beállíttatott egy tábori ágyat, hasonlót a hadjáratokon használthoz, hogy éjjelekbe nyúló munkája során pihenhessen rövid ideig.
Az egyszerű berendezésű szalonban található asztalon írta alá a császár a lemondását 1814-ben.

### A színházterem

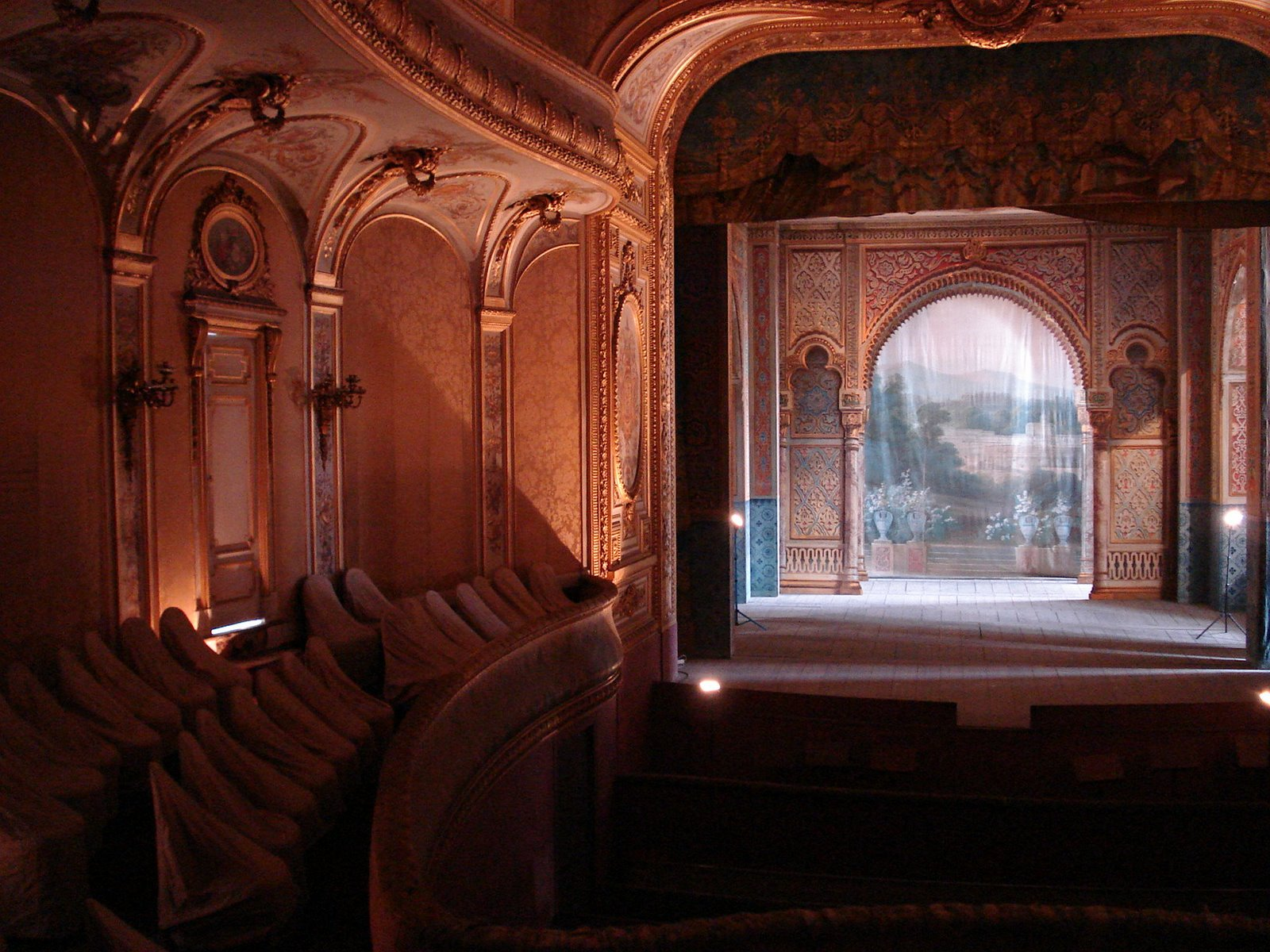
Az 1856-os színházterem

Az udvar életének mindennapi eseményei voltak a színielőadások, koncertek és egyéb előadások. XV. Lajos előtt ezeket különböző helyiségekben rendezték, de a király külön erre a célra berendeztetett egy színháztermet a Belle-Cheminée szárnyban. Ez 1856-ban leégett, de ekkor már tervben volt lecserélése, mert III. Napóleon udvartartása számára túlságosan szűknek bizonyult. Az új színházat a XIV. Lajos-szárny keleti végén kezdték el építeni 1854-ben. Tervezője, Hector Lefuel a versailles-i kastély operáját és Marie-Antoinette Trianon-palotabeli színházát tekintette példájának. Az 1856-ban elkészült színház fő nézőterén négyszázan fértek el. Színpadi gépeinek és díszleteinek nagy része a korábbi színházból származott; ezeket még a tűzvész előtt szállították át.
A színháztermet ritkán használták és a császárság bukása után bezárták. 2007-ben megindult restaurálása; ennek tízmillió eurós költségét Abu-Dhabi kormánya állta. Viszonzásul a termet Halífa bin Zájed Ál Nahján emírről nevezték el. A színház látogatható, de színielőadásra nem alkalmas, mert a színpad gépeit nem újították fel.

### A kínai múzeum

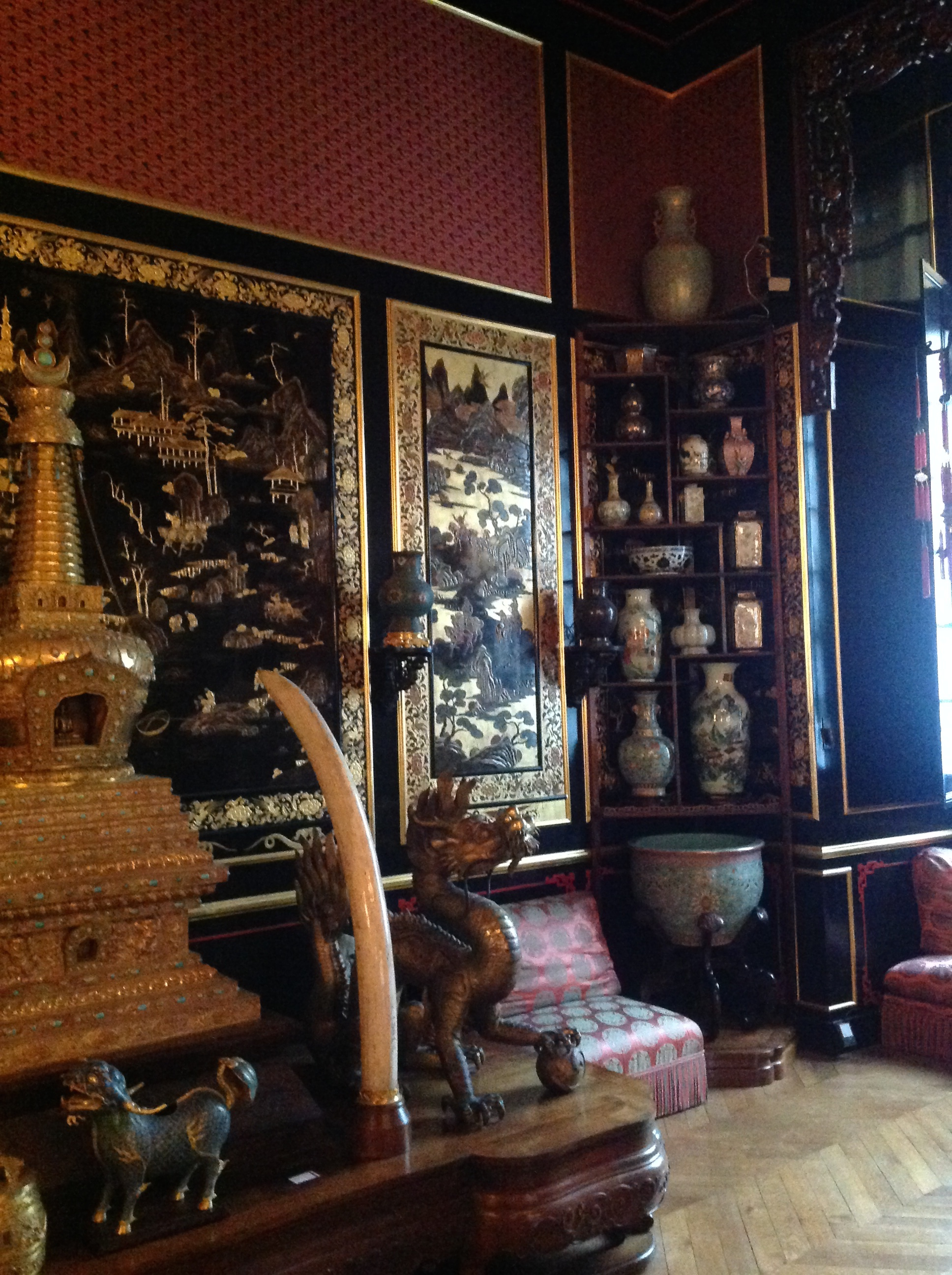
Az Eugénie császárné alapította kínai múzeum

A Gros Pavillon földszintjén található kínai múzeum volt az egyik utolsó helyiség, amelyet akkor rendeztek be, amikor még uralkodói család élt a kastélyban. Eugénie császárné gyűjtötte az ázsiai műtárgyakat és 1867-ben itt helyezte el gyűjteményét, amely főleg Sziám királyának 1861-es ajándékaiból és a második ópiumháború során kifosztott pekingi Nyári Palotából származó műkincsekből állt.
Az előszobában megtekinthető két sziámi gyaloghintó; egyik a királyé volt, a másik (a függönyös) pedig a királynéé. A múzeum belső két szalonjában egyes falak fekete-arany lakkozott fapanelekkel vannak borítva, amelyek 17. századi kínai spanyolfalakból származnak. Látható egy Pekingből származó Buddha-szobor és Sziám koronájának ajándékba küldött másolata. A kelet-ázsiai műkincseken kívül korabeli európai bútorok, valamint Charles Cordier és Pierre-Alexandre Schoenewerk szobrai is megtalálhatóak. A helyiség játékszobaként is funkcionált; erről árulkodik a korabeli bagatelle-játék és egy mechanikus zongora.
A császárné a múzeumon kívül a XV. Lajos-szárny földszintjén 1868-ban berendezett egy kis lakkszalont (Cabinet de laque), ahol szintén kelet-ázsiai lakkműtárgyakat helyeztek el. Ez volt a kastély utolsóként berendezett helyisége a császárság bukása és a múzeummá való átalakítás előtt.

### I. Napóleon múzeuma
A Napóleon-múzeumot 1986-ban hozták létre a Becsület-udvar jobb oldalán lévő szárnyban, ahol az Első császárság hercegeinek lakosztályai találhatóak. Megtekinthetőek Napóleon és családtagjainak portréi, a császár kitüntetései, a koronázásán viselt ruhája, az ekkor viselt aranykoszorú egy levele, valamint a császár étkezéseinél használt porcelán étkészletek és dísztárgyak; fiának bölcsője és játékai. Kiállítottak néhány, a hadjáratok során gyűjtött emléktárgyat, tábori sátra és berendezésének másolatát is.

### A Szentháromság-kápolna

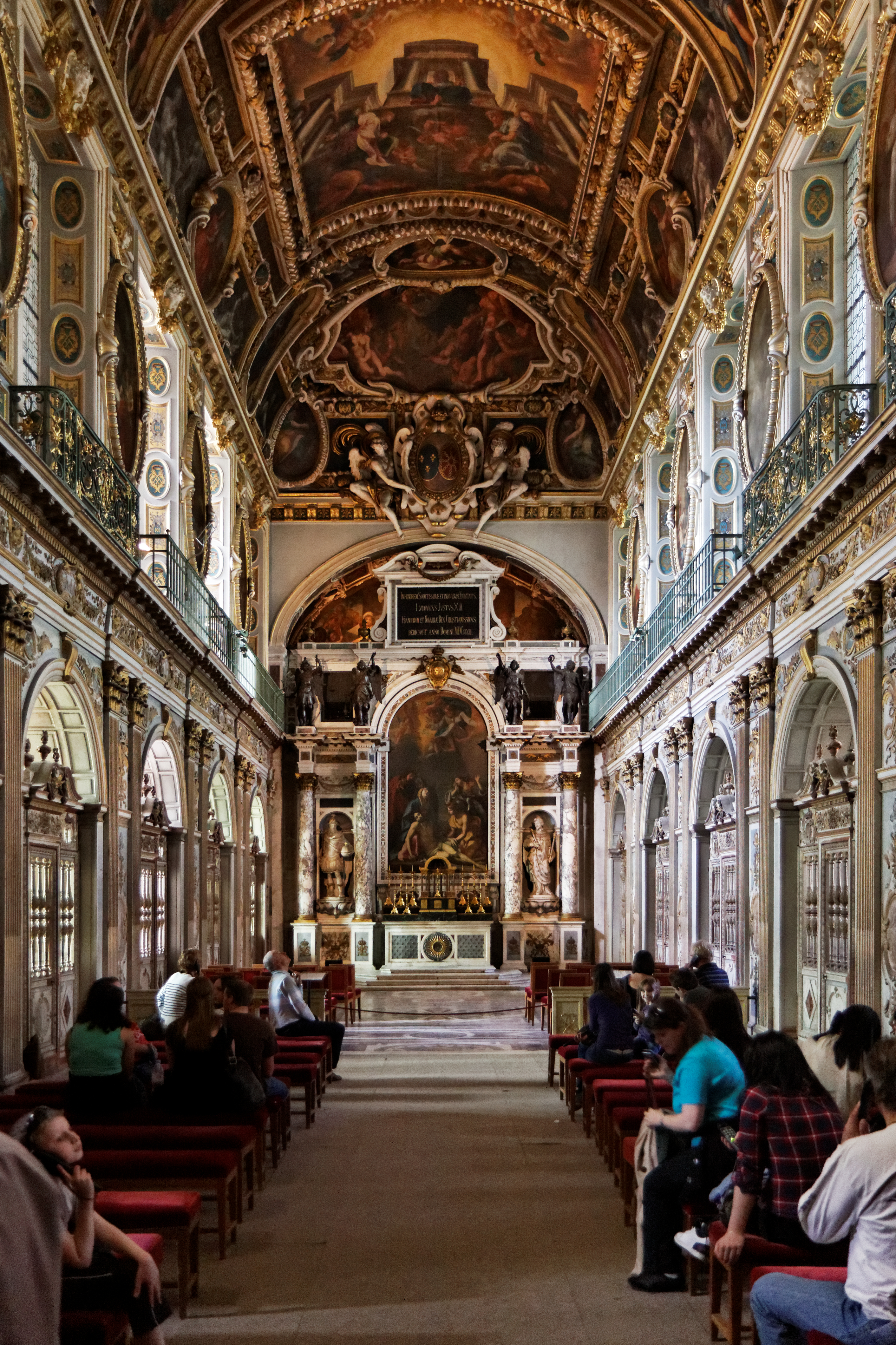
A Szentháromság-kápolna

A Szentháromság-kápolna építését I. Ferenc uralkodásának vége felé kezdték el a régi kolostori kápolna helyén. Már csak II. Henrik idejében fejezték be, de dekorációjára csak 1608-ban került sor, amikor Martin Freminet-t megbízták a falak és a mennyezet freskóinak elkészítésével. A mennyezet stukkóboltíveit Barthèlemy Tremblay tervezte. A Freminet-féle freskók az ember megváltásának történetét mondják el onnan, hogy az Úr megjelenik Noénak, egészen az Angyali üdvözletig. A kisebb képek Szűz Mária őseit, Júdea királyait, az erények allegóriáit ábrázolják. Freminet és Tremblay 1613–19 között stukkókeretes festményeket helyezett el az ablakok között is Jézus életéről. Miután Freminet 1619-ben meghalt, a munka 1628-ig félbemaradt.
A többi királyi kápolnához hasonlóan a király és családja számára felső ülőhelyeket létesítettek, külön bejárattal; az udvar többi része az alsó padokban foglalt helyet. 1628-ban az oldalkápolnák díszes vasrácsozatot és faragott fapaneleket kaptak, a firenzei Francesco Bordoni pedig megkezdte a márványoltár kifaragását. A oltár bal oldalán található Nagy Károly szobra II. Henrik arcvonásaival; Szent Lajos XIII. Lajos arcával. Szintén Bordoni tervezte az oltár előtti sokszínű márványborítást is. Az oltár fölötti Szentháromság-festményt az idősebb Jean Dubois készítette 1642-ben. A főhajó ajtói Anthony Girault, a királyi tribün ajtója pedig Jean Gobert munkája és a 17. század közepéről származnak.
A királyi tribünt 1741-ben megnagyobbították, és kisebb kovácsoltvas korlátú balkonokat helyeztek el a zenészek és az énekesek számára. 1779-ben, XVI. Lajos idején a Jézus életét ábrázoló rossz állapotú freskókat hasonló témájú festményekkel cserélték le. Ezeket a királyi festő- és szobrászakadémia művészei készítettek az eredetihez hasonló stílusban. 1774-ben egy kis orgonát állítottak be a oltár bal oldalára.
A forradalom idején eltűnt tabernákulumot Napóleon idején egy újjal pótolták. 1824-ben elkezdtek egy hat évig tartó felújítási programot. A Jézus életét bemutató tizenkét festményt és az oldalkápolnák rácsait eltávolították. A Második császárság idején kicserélték az oldalkápolnák fapaneljeit. A 20. század második felében a különböző múzeumokba szétszórt tizenkét festményt ismét összegyűjtötték és visszakerültek eredeti helyükre.
1725. szeptember 5-én a kápolnában került sor XV. Lajos és Marie Leszczynska házasságkötésére. 1810. november 4-én itt keresztelték meg III. Napóleont. 1837. május 30-án itt vette feleségül Lajos Fülöp fia, Ferdinánd Fülöp Ilona mecklenburg–schwerini hercegnőt.

## Kertek és parkok
A kastélyt I. Ferenc kora óta a kornak megfelelő formális kertek vették körül: olasz mintára létesített francia reneszánsz kertek, a XIV. Lajos korában kedvelt mértani franciakertek, a 18. század végén és a 19. században pedig az angol tájkertészet francia megfelelői.

### A Diana-kert

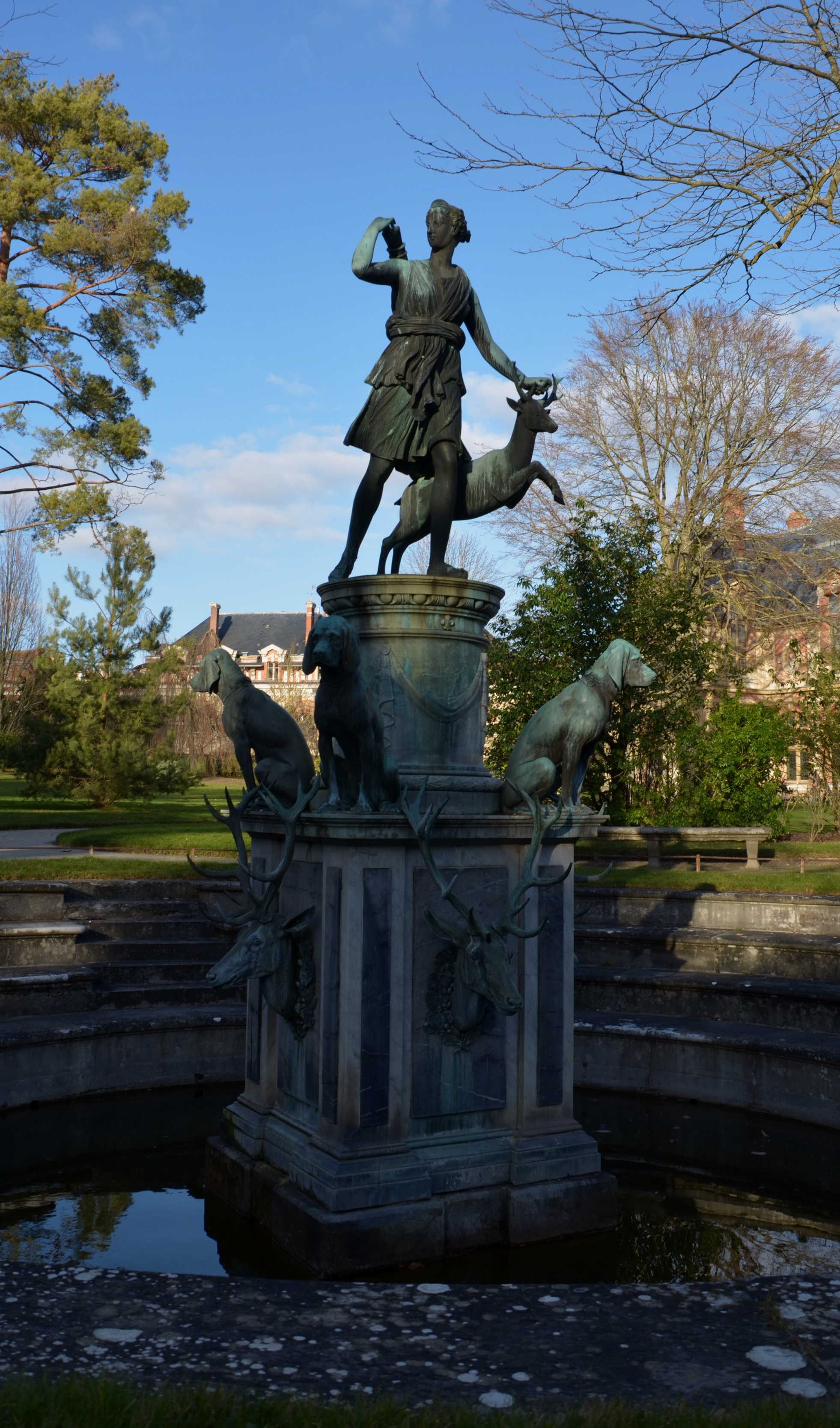
A Diana-kút

A Diana-kert IV. Henrik idején létesült, ez volt a király és felesége privát kis birodalma, szobáik ablakai is ide néztek. Ekkor még központja a Diana-kút volt és egy másik épületszárny is közrefogta, amelyben dolgozószobák, XIV Lajos korában pedig egy télikert kapott helyet. A szárnyat a 19. században lebontották és a kert területe megduplázódott. A 17. századtól a 18. század végéig a kert előbb az olasz, majd francia formális stílust képviselte: egyenes ösvények szabdalták négyszögletes virágágyásokra, szobrok és edénybe ültetett egzotikus növények díszítették. Napóleon idején az angoloknál divatos tájkertészet alapján átalakították, ösvényei kanyargóssá váltak, fáit úgy csoportosították, hogy festői tájakat formázzanak. III. Napóleon bukása után megnyitották a nagyközönség számára.
A központi szökőkutat a híres Tommaso Francini építette, az ő munkái közé tartozik a párizsi Luxembourg-kert Medici-kútja is. A vadászat istennőjének, Dianának és az őznek bronzszobrát eredetileg 1602-ben öntötték: ez ma a Szarvas-szárnyban látható. A kerti példány 1684-ben készült a marlyi kastély számára. A szobrok a Louvre-ban található ókori római Versailles-i Diana másolatai. A kút szarvas- és vadászkutya-szobrai Pierre Biard munkái.

### Halastó, angolkert, grottó és forrás

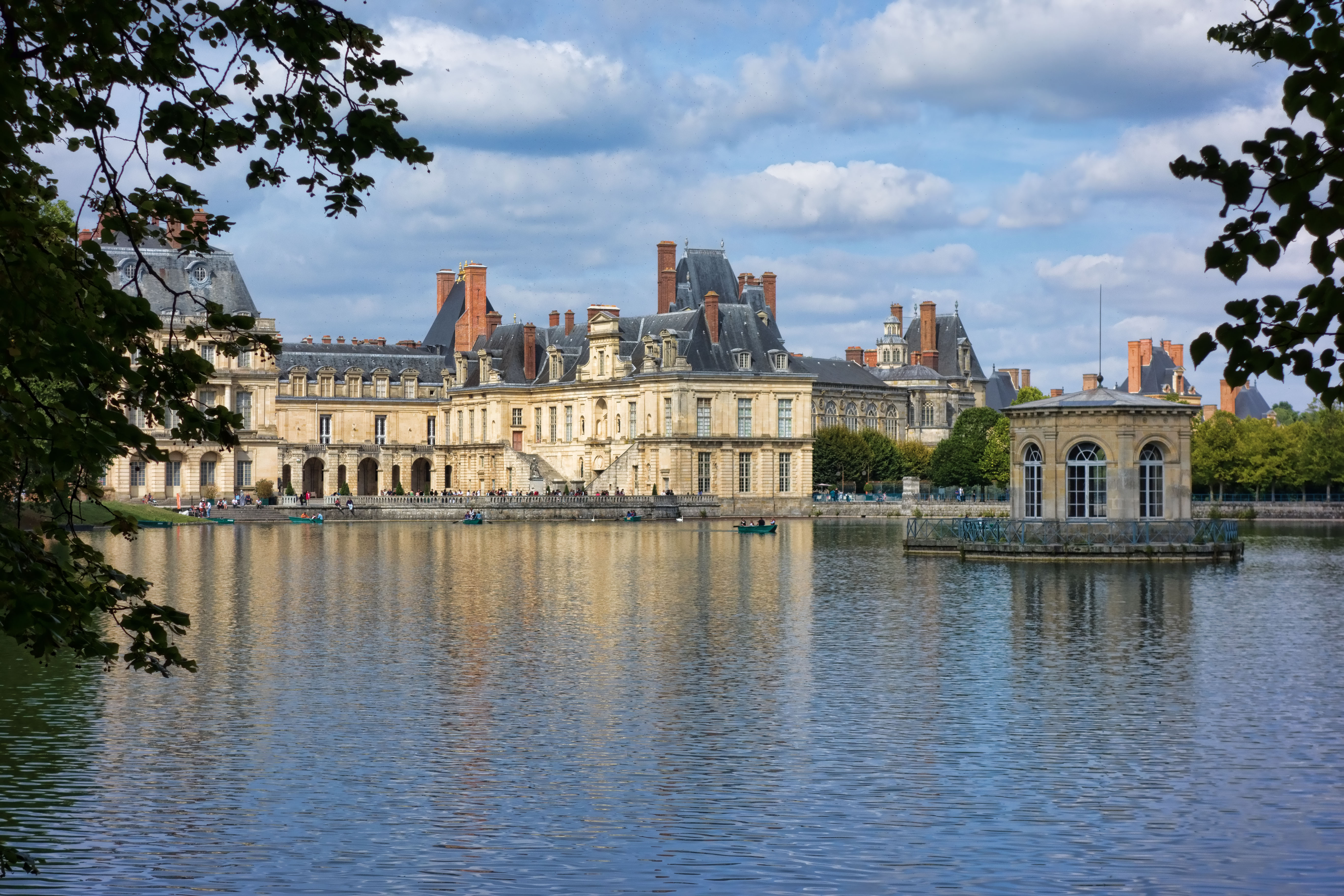
A halastó

A kastély melletti négy hektáros halastavat IV. Henrik ásatta és amellett, hogy a konyha számára halat tenyésztettek benne, az udvaroncok is csónakáztak rajta. Egy 17. századi leírás szerint a tó pontyai óriásira nőttek és volt közöttük százéves is. A tó közepén lévő kis szigetre XIV Lajos építtette a nyolcszögletű Tópavilont (Pavillon de l'Ètang), amelyet Napóleon átépíttetett; nevének kezdőbetűi ma is megtalálhatóak rajta.
Az angolkertet is IV. Henrik uralkodása alatt létesítették. A XV. Lajos-szárny menti részében, az ún. fenyőkertben található az I. Ferenc korából származó grottó, az első hasonló reneszánsz építmény Franciaországban. A kőszerkezetet négy Atlasz-szobor díszíti. Napóleon építésze, Maximilien-Joseph Hurtault, angolparkká változtatta a kertet: kanyargós ösvényeket létesített, egzotikus fákat (szivarfát, tulipánfát, pagodafát, amerikai ciprust) ültetett, festői patakot és sziklákat helyezett el. A kertben látható két ókori római gladiátorszobor 17. századi bronzmásolata. A kertből egy ösvény vezet ahhoz a forráshoz, amelyről a kastély a nevét kapta; mellette egy Apolló-szobor is található.

### A parterre és a csatorna

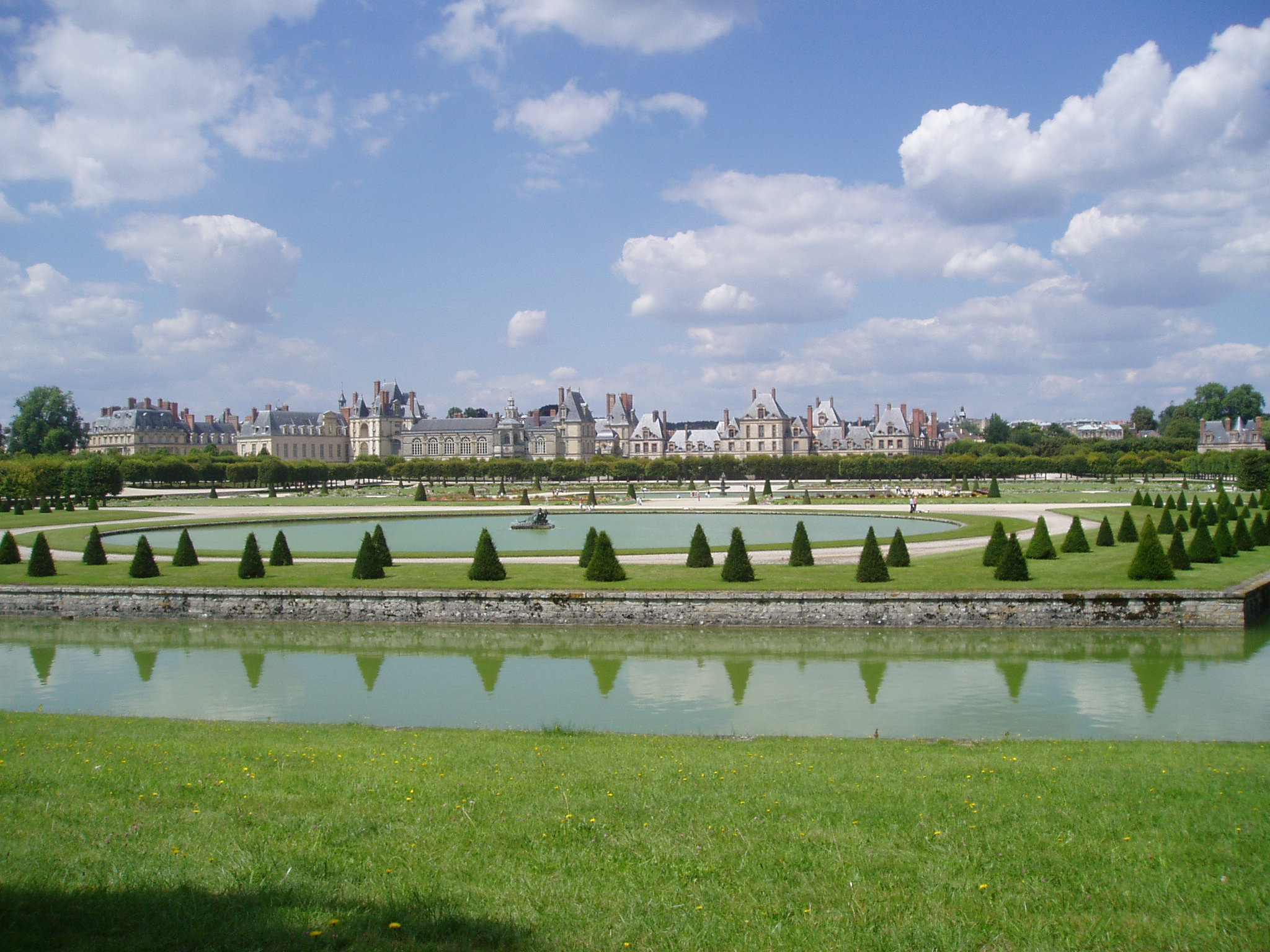
A csatorna és háttérben a kastély

A kastély túloldalán, I. Ferenc egyik kertje helyén IV. Henrik jókora mértani kertet, parterre-t létesített. Ennek hosszában hatalmas, 1200 méter hosszú csatornát is ásatott, hasonlót, mint amilyet a közeli Fleury-en-Biere-i kastély mellett is találhatunk. XIV. Lajos főkertészei, André Le Nôtre és Louis Le Vau 1660–64 között tovább bővítették, mértani alakzatokba rendezett sövényeket és színes virágágyásokat ültettek bele. Ők létesítették a csatorna végénél a szökőkutakkal ékesített Les Cascades medencét is. LeNotre hosszú, fákkal beárnyékolt sétautat is létrehozott a csatorna mentén.
XIV. Lajos halála után a szökőkutakat eltávolították. Ma a medence közepén egy zsákmányára lecsapó sast ábrázoló 1866-os bronzszobor látható.

## A fontainebleau-i művészeti iskolák

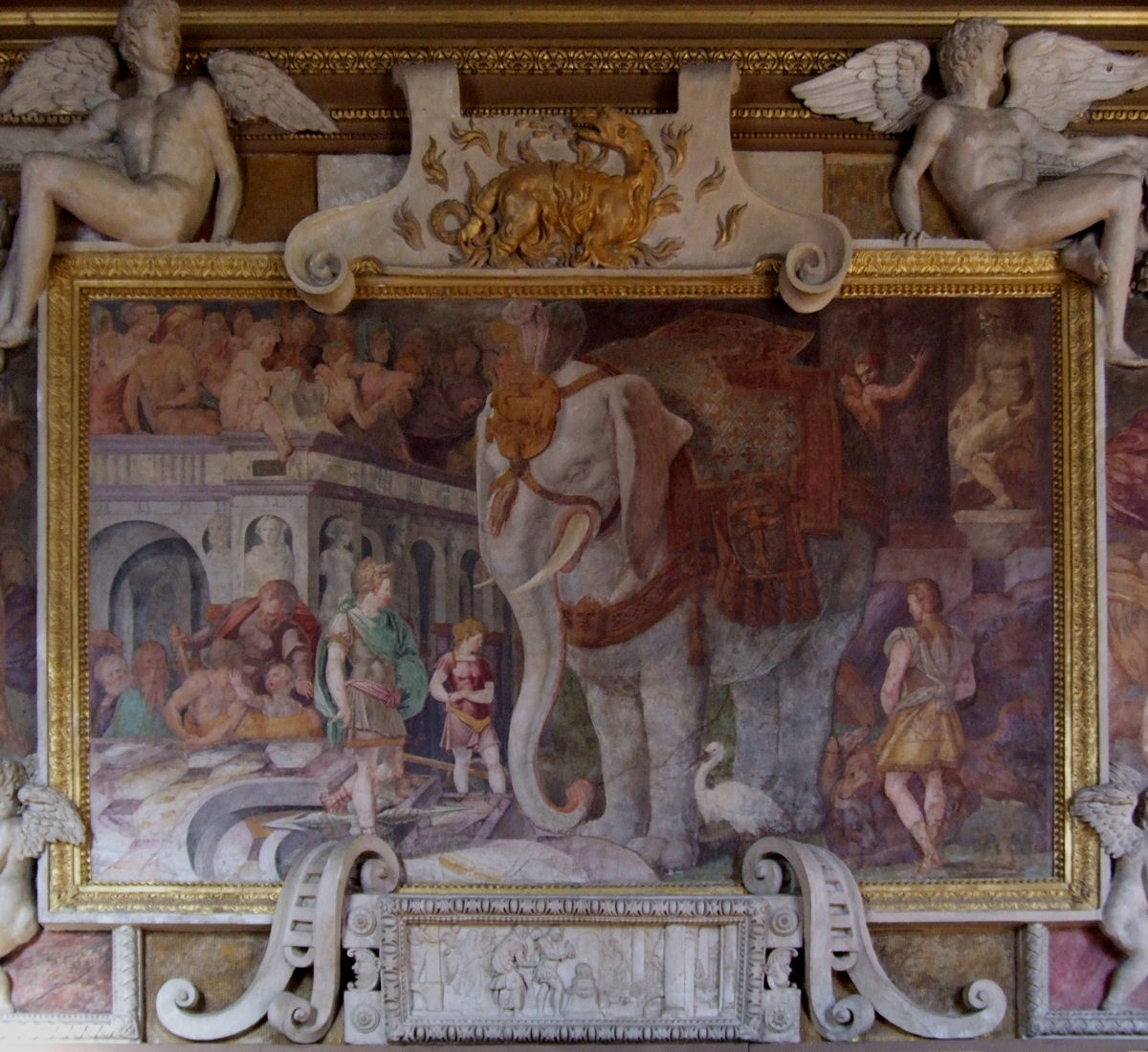
Rosso Fiorentino képe az I. Ferenc-galériában (1533–1539)
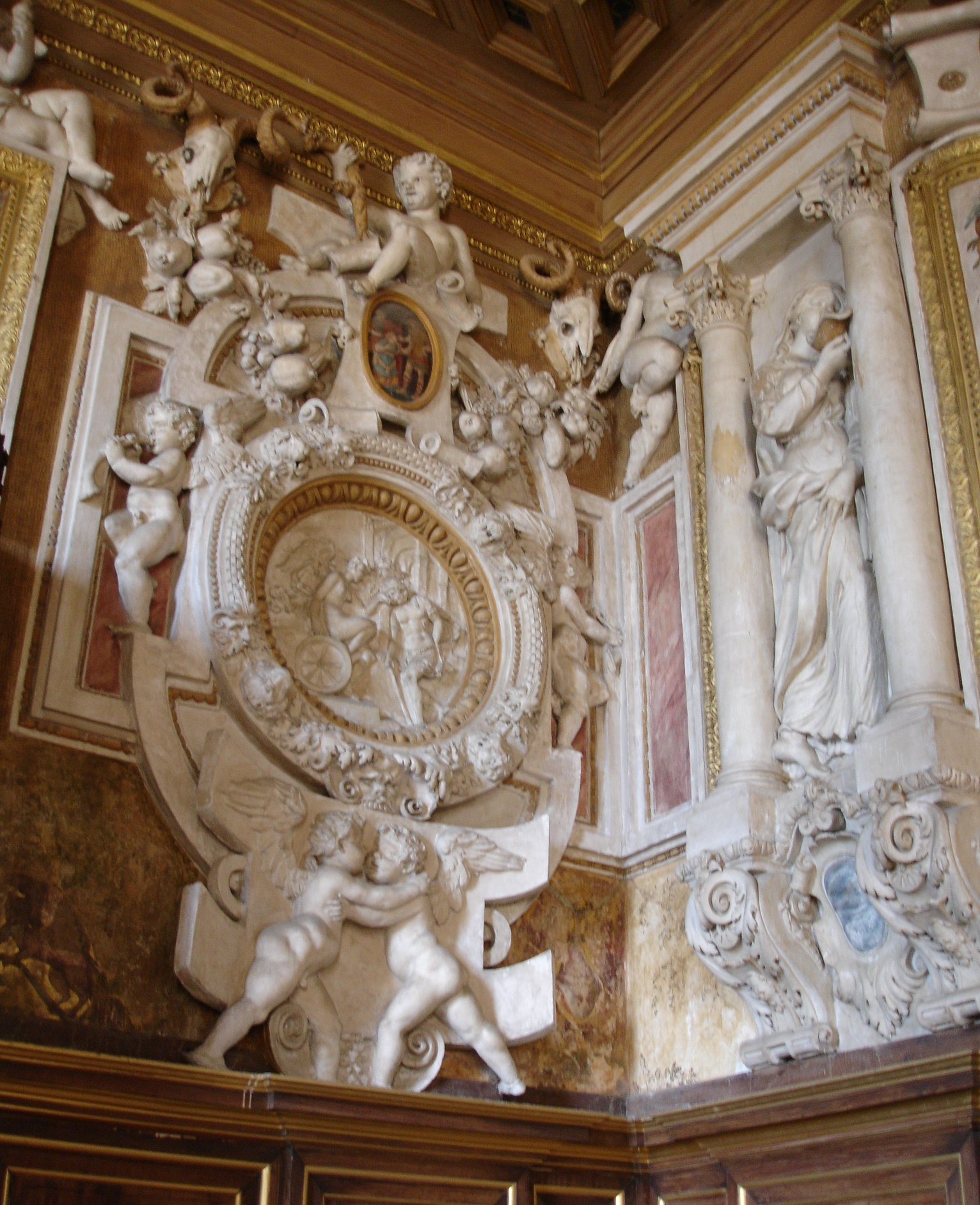
Francesco Scibec da Carpi stukkódomborműve az. I. Ferenc-galériában
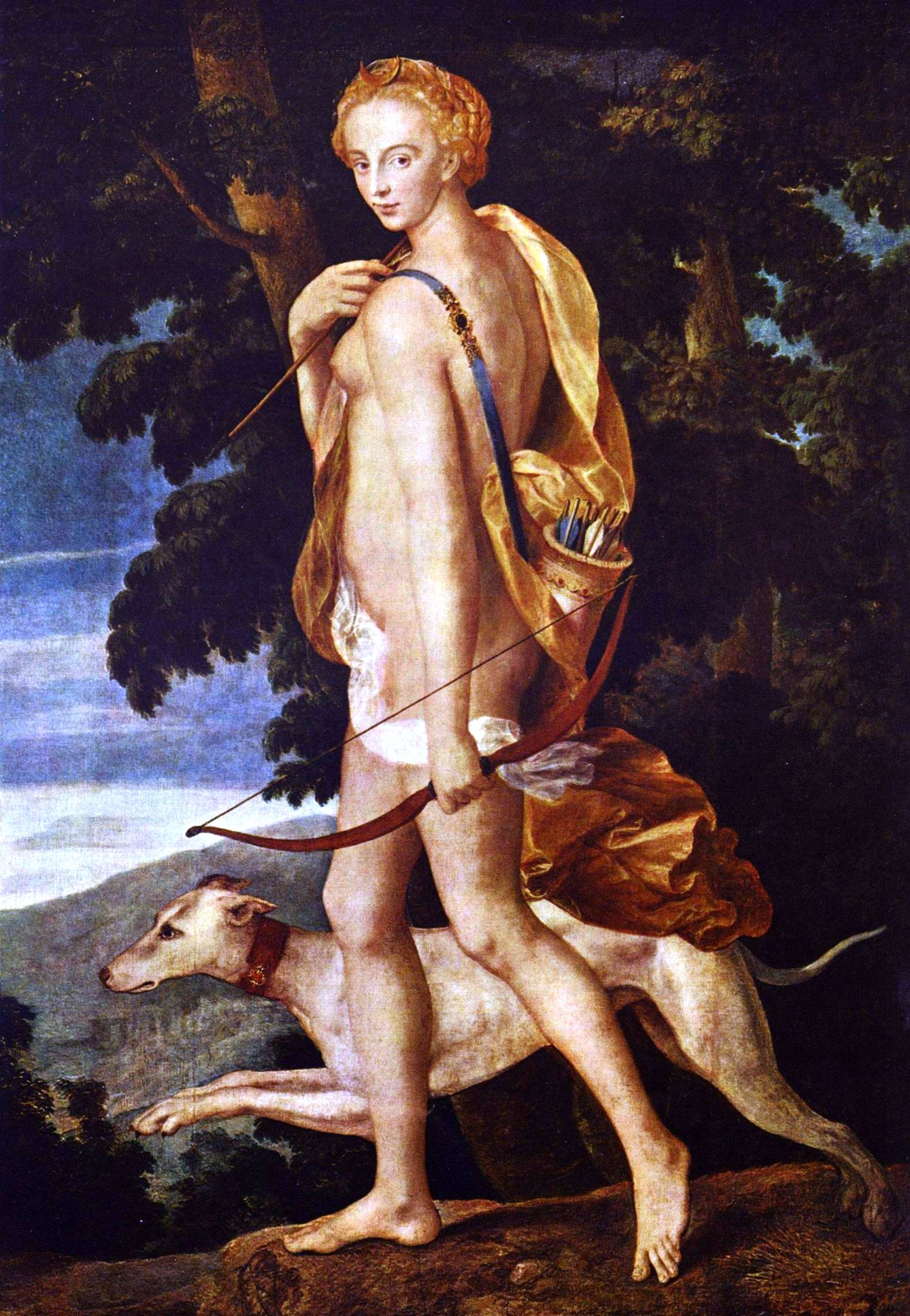
A vadász Diana (a fontainebleau-i iskola egyik művészének képe, 1550–1560)

A francia királyok a legjobb reneszánsz kori olasz és francia művészeket bérelték fel a kastély dekorációjához. Az általuk képviselt stílust nevezték fontainebleau-i iskolának és kb. az 1530–1610 közötti időszakot fogja át. Az iskola nagy hatással volt az északi manierizmus elterjedésére is.
I. Ferenc 1531-ben meghívta a firenzei Rosso Fiorentinót a kastély belső tereinek díszítésére. A festő, aki vagyona nagy részét elvesztette Róma 1527-es kifosztásakor, örömmel elfogadta az ajánlatot. 1532-ben csatlakozott hozzá a bolognai Francesco Primaticcio. Rosso 1540-ben meghalt. Ferenc fia, II. Henrik 1552-ben Primaticcio javaslatára felfogadta a modenai Niccolò dell'Abbatét. Az iskola egyéb jelentős művészei voltak:
- Juste de Juste (kb. 1505–1559) francia-olasz szobrász és rézmetsző
- Luca Penni (kb. 1500/1504–1556) olasz festő
- Francesco Scibec da Carpi († kb. 1557) olasz bútorkészítő mester
- Benvenuto Cellini (1500–1570) olasz szobrász, aranyműves

Az első fontainebleau-i iskola jellemzői a stukkódíszítések bőséges alkalmazása a képkereteken és párkányokon, valamint a mitológiai alakok és erények allegóriáinak bonyolult (és nem minden esetben felismert) rendszere. Gyakran használtak olyan reneszánsz díszítőelemeket, mint a puttók, szalagdíszek vagy groteszkek és műveikből nem hiányzik az erotika sem. Elegáns alakjaik az olasz manierizmus (Michelangelo, Rafaello, de főleg Parmigianino) hatását mutatják. Primaticcio számos antik szobor másolatát is elkészítette a király számára, így a klasszikus művészet is kifejtette hatását az iskolára. Rosso, Primaticcio és dell'Abate sok műve elpusztult, amikor a kastély szárnyait lebontották. Egyes műveik reprodukciók vagy rézmetszetek formájában maradtak fenn. Ezeket kezdetben Fontainebleau-ban, később Párizsban készítették és ország-, sőt Európa-szerte terjesztették.
1584 és 1594 között a francia vallásháború miatt állt a művészeti munka a kastélyban. IV. Hnerik trónra lépése után elrendelte a kastély renoválását és felfogadta az antwerpeni Ambroise Dubois-t, valamint a párizsi Toussaint Dubreuil-t és Martin Fréminet-t. Őket nevezik néha a második fontainebleau-i iskolának. Kései manierista műveik jellemzői a hullámzó alakok és a zsúfolt kompozíciók. Témáikat főleg a görög-római mitológiából, az olasz Torquato Tasso költeményeiből és az ókori Heliodórosz műveiből merítették.
A fontainebleau-i iskola külföldi tagjai nagy hatással voltak az olyan francia művészete, mint a festő idősebb Jean Cousin, a szobrász Jean Goujon és Germain Pilon, valamint kisebb mértékben a portréfestő Jean Clouet-re és fiára, Francois Clouet-re. Ez az iskola is kedvelte az allegóriákat, a képek keretezésében pedig gipsszel utánozta a felhasadó és betekeredő bőr- vagy papírlapokat. A női szépségideál követte a manierista hagyományokat: kicsiny fej, hosszú nyak, megnyújtott törzs és végtagok és kicsiny, magas keblek – mindezekben a késő gótikára hasonlított. Ezeket a festményeket is széles körben terjesztettét metszetek formájában, így a stílus ismertté válhatott Antwerpenben, Németországban, sőt Londonban is.
XIV. Lajos sok időt töltött a kastélyban, de ő inkább a kertekben végeztetett változtatásokat, a belső terek a régiek maradtak. A 18. században jelentősen megváltozott a belsőépítészeti divat és ezt Fontainebleau is követte. 1750 és 1754 között Ange-Jacques Gabriel új lakószárnyat és a király és királyné számára új lakosztályt épített. A tanácsterem dekorálására a kor leghíresebb művészeit (Francois Boucher, Carle Vanloo, Alexis Peyrotte, Jean-Baptiste Marie Pierre) kérték fel. XVI Lajos idejében a török szalon, a játékszoba és a királyné budoárja arabeszk stílusú berendezésével folytatódott az a munka, amely az ancien regime egyik legszebb belsőépítészeti képviselőjévé avatja a kastélyt.
I. Napóleon a külsőségekben is meg akarta mutatni, hogy rendszere felér a régi Franciaország dicsőségével és jelentős változtatásokat hajtatott végre Fontainebleau-ban. A szobákat új stílusban rendezték be és a régi királyi hálószobát trónteremmé alakították át. Ez az egyetlen olyan trónterem az országban, amelyben még mindig eredeti állapotában található meg. Napóleon szobái az empire stílus legszebb képviselői közé tartoznak.

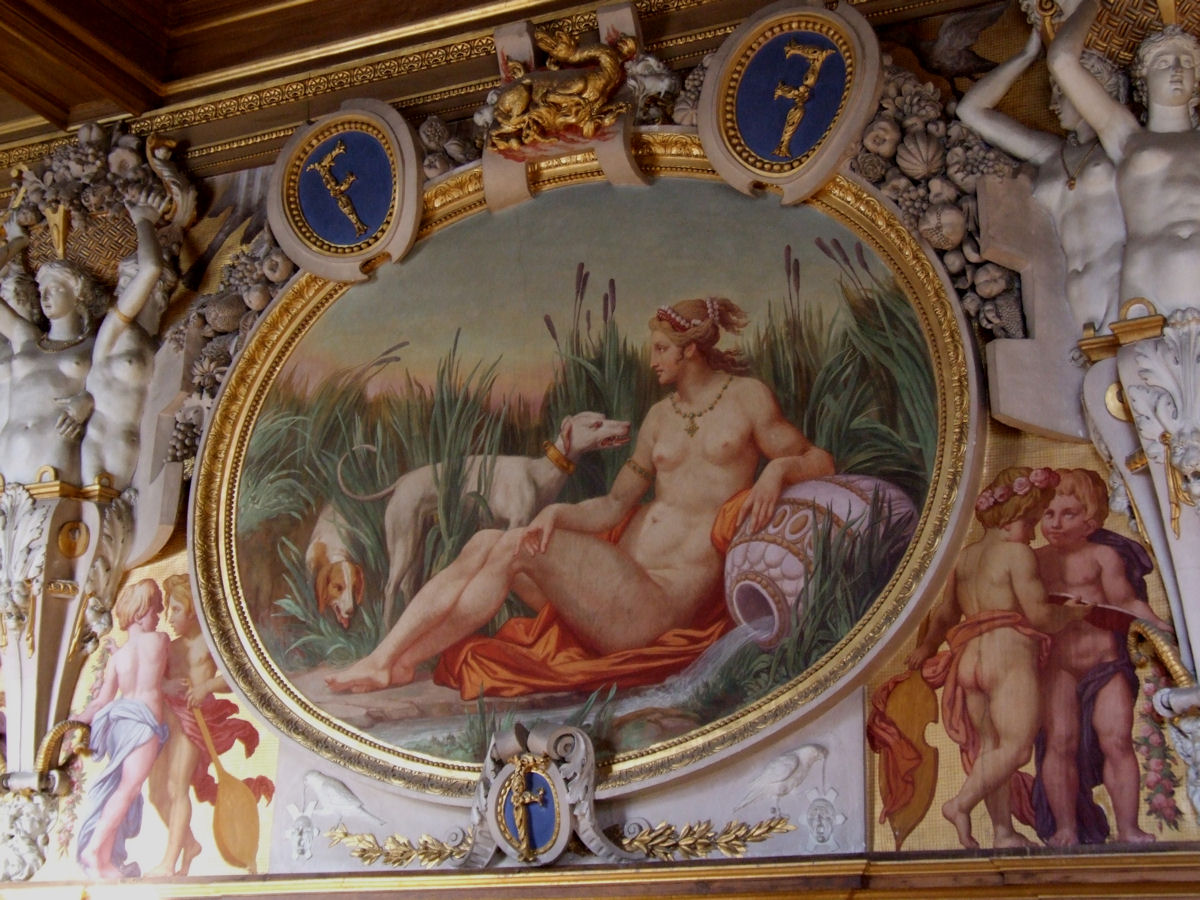
Rosso Fiorentino képe az I. Ferenc-galériában (1533–1539)
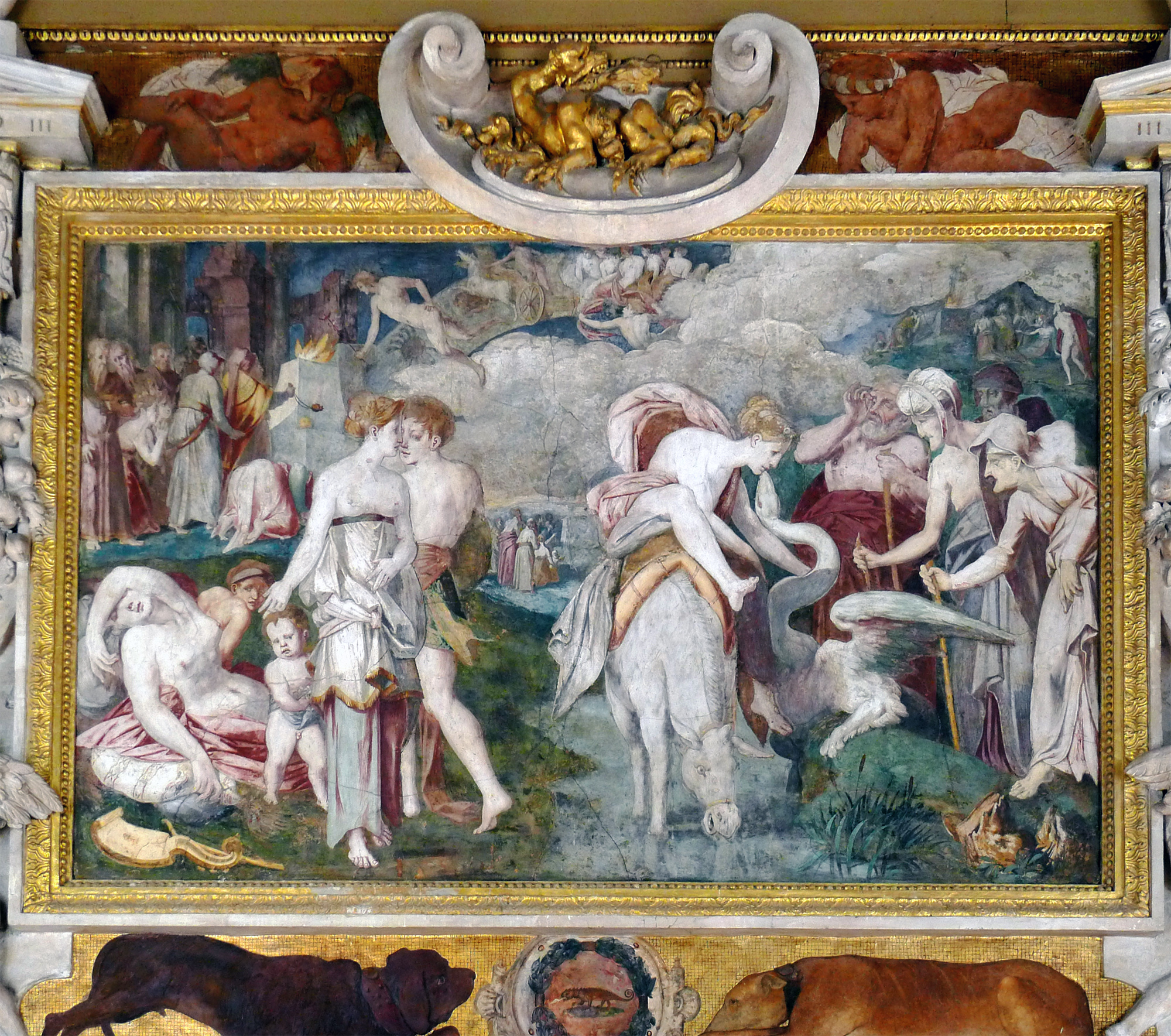
16.közepéről származó festmény az I. Ferenc-galériában
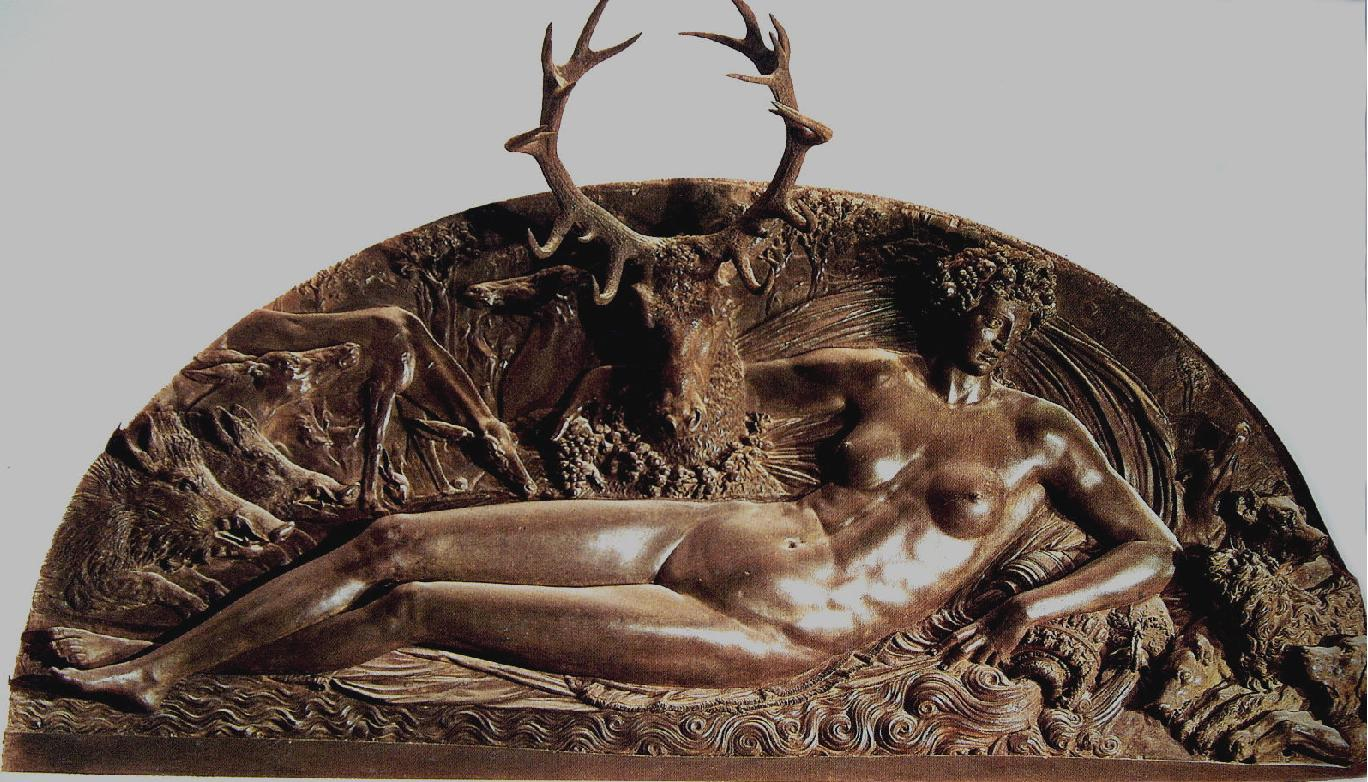
A fontainebleau-i nimfa (Benevenuto Cellini szobra, Louvre)
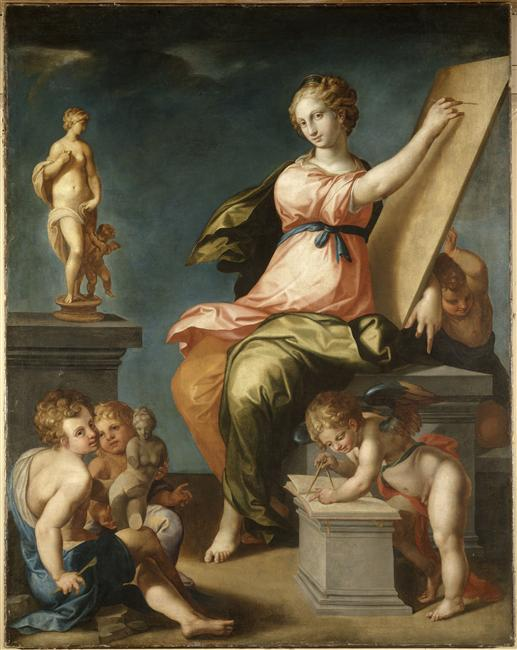
A festészet és szobrászat allegóriája (Ambroise Dubois, 1543–1614)
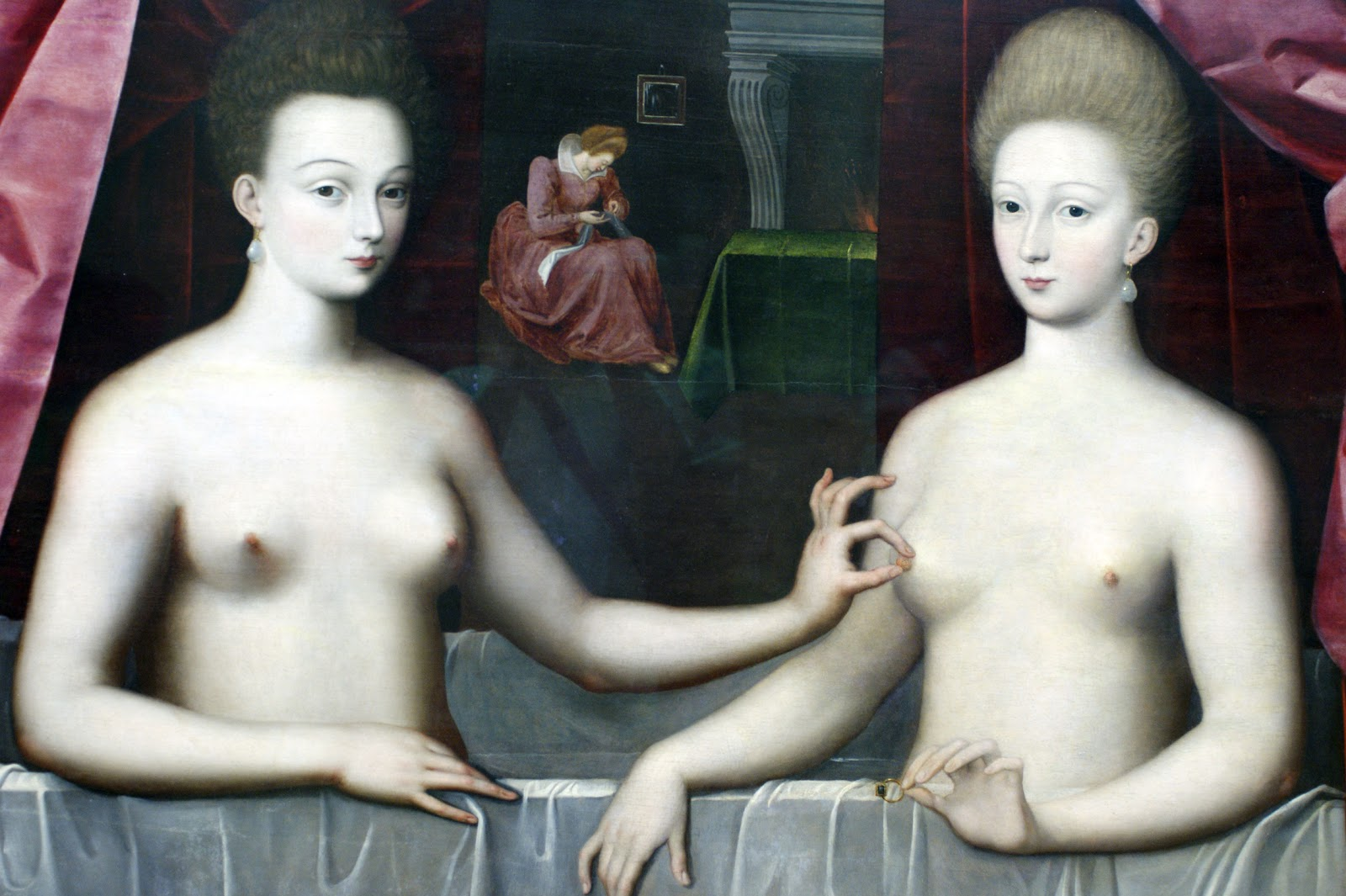
Gabrielle d'Estrées és Villars hercegnőjének portréja (kb. 1594)
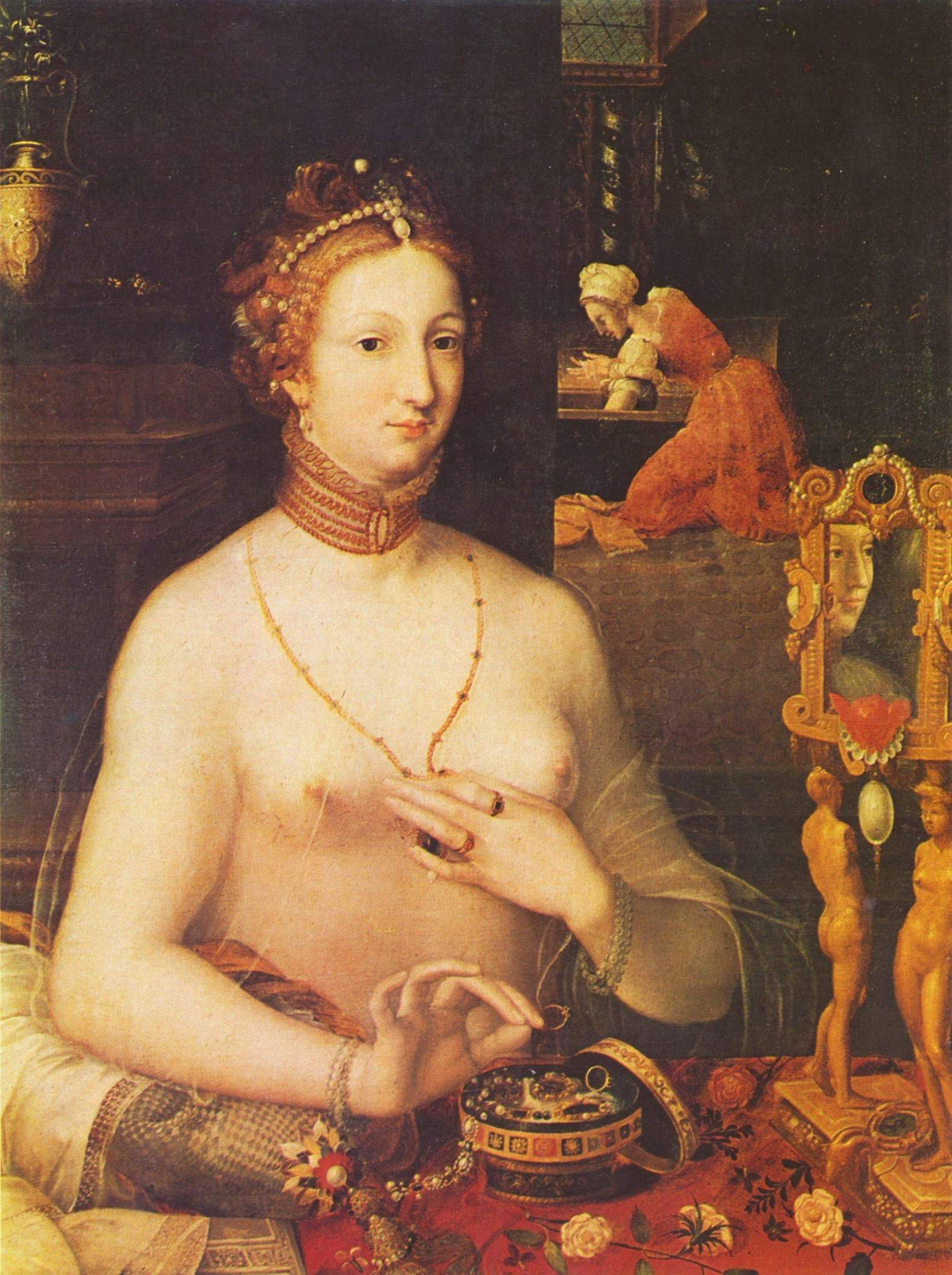
Öltözködő nő (a fontainebleau-i iskola egyik festőjétől, 1585–1595)
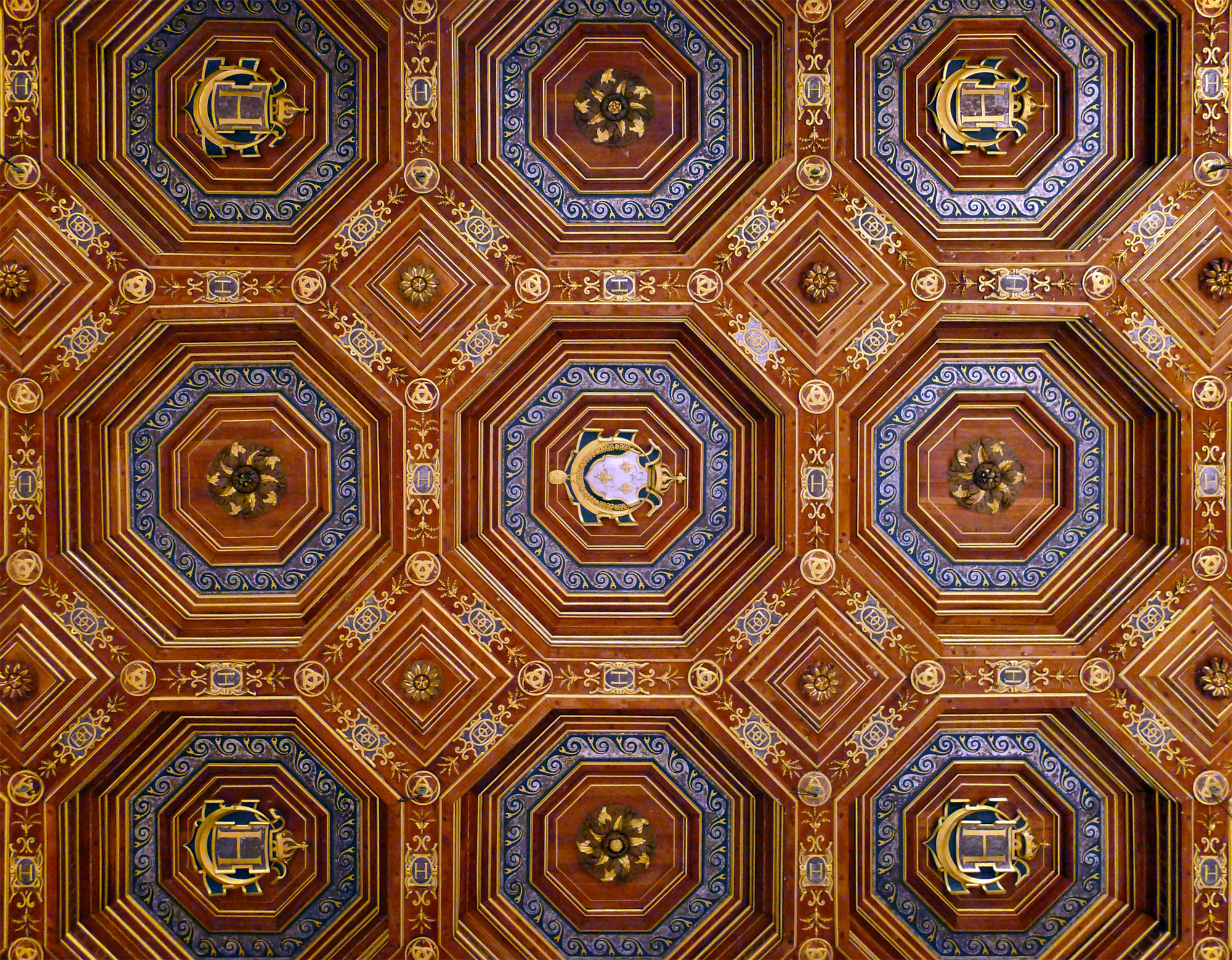
A bálterem mennyezete II. Henrik és szeretője, Diane de Poitiers jelképeivel
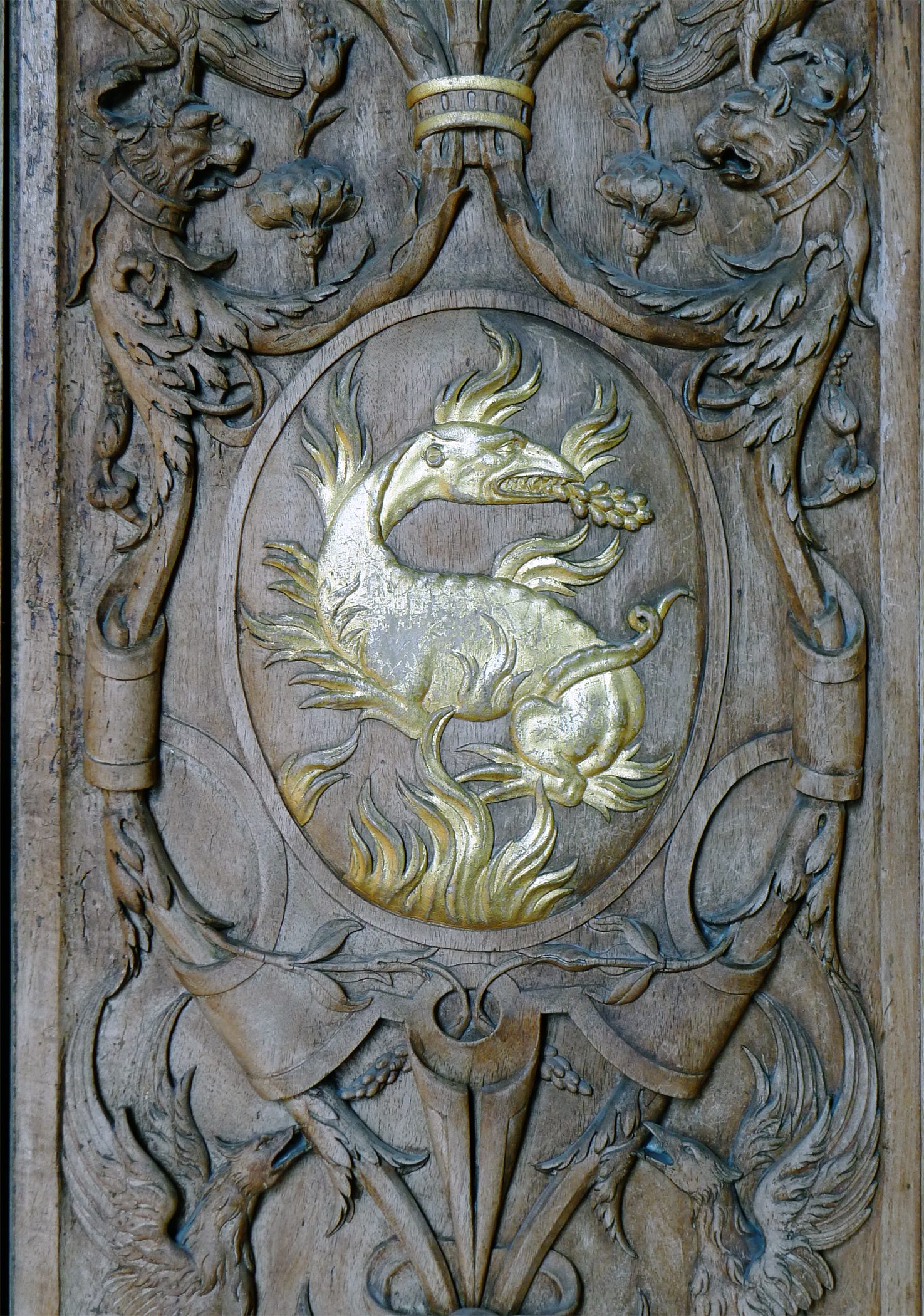
Faragott fapanel I. Ferenc jelképével, a szalamandrával (I. Ferenc-galéria)
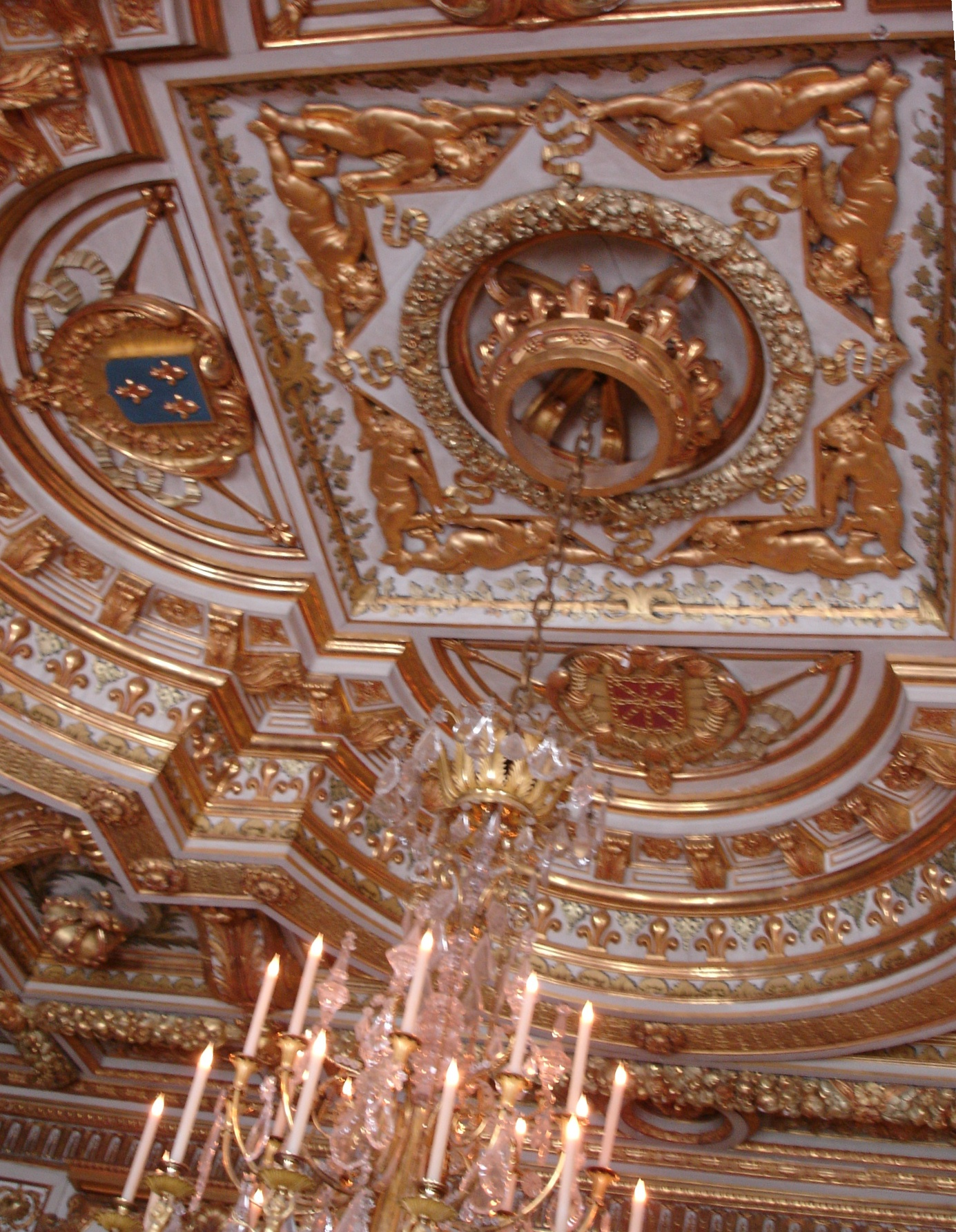
Napóleon tróntermének mennyezete
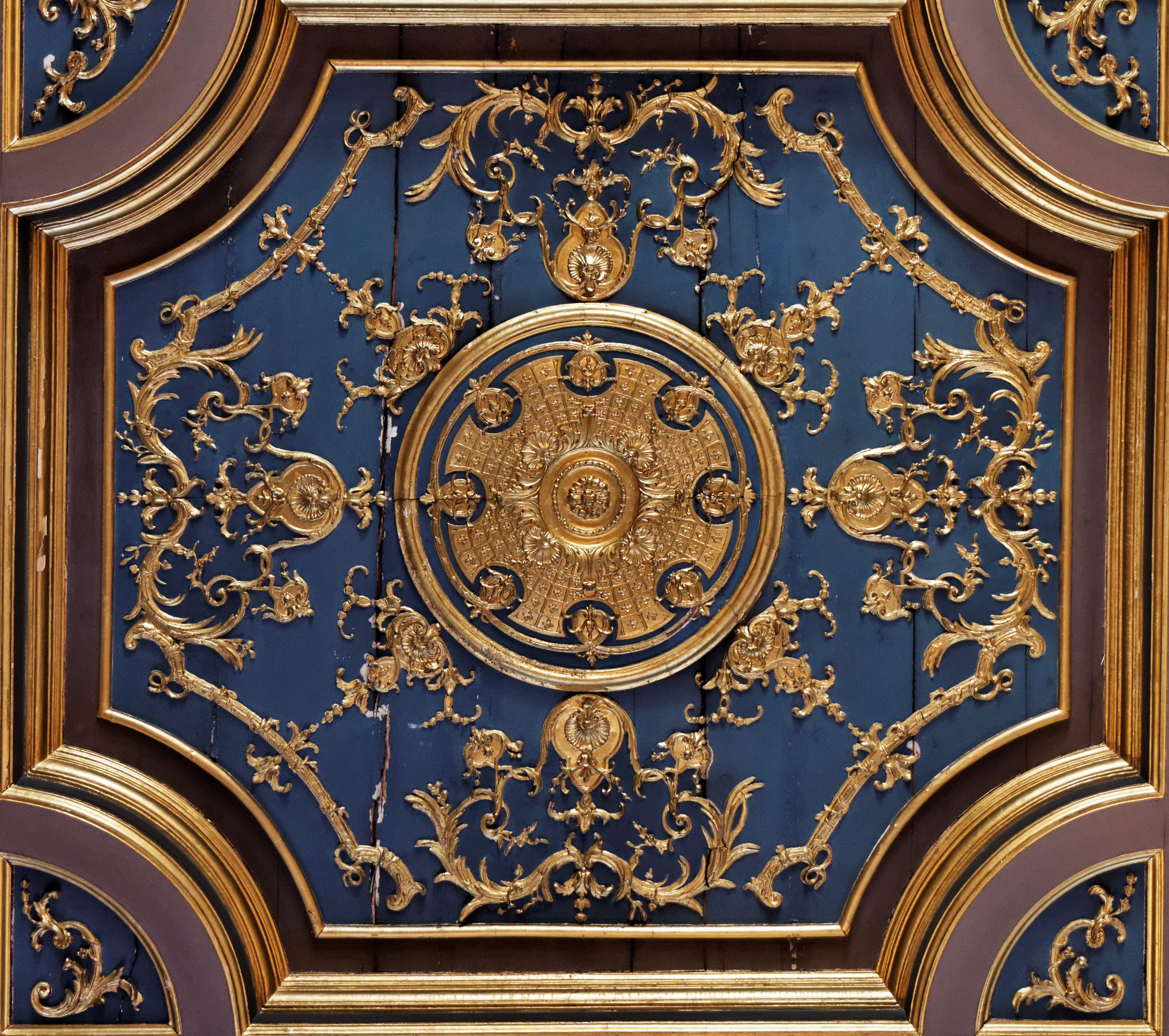
A Szt. Lajos-terem mennyezete (18. század)
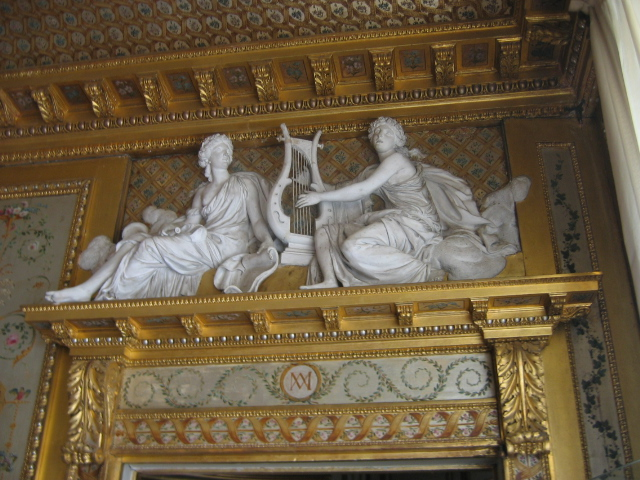
Ajtó feletti dekoráció Marie-Antoinette budoárjában
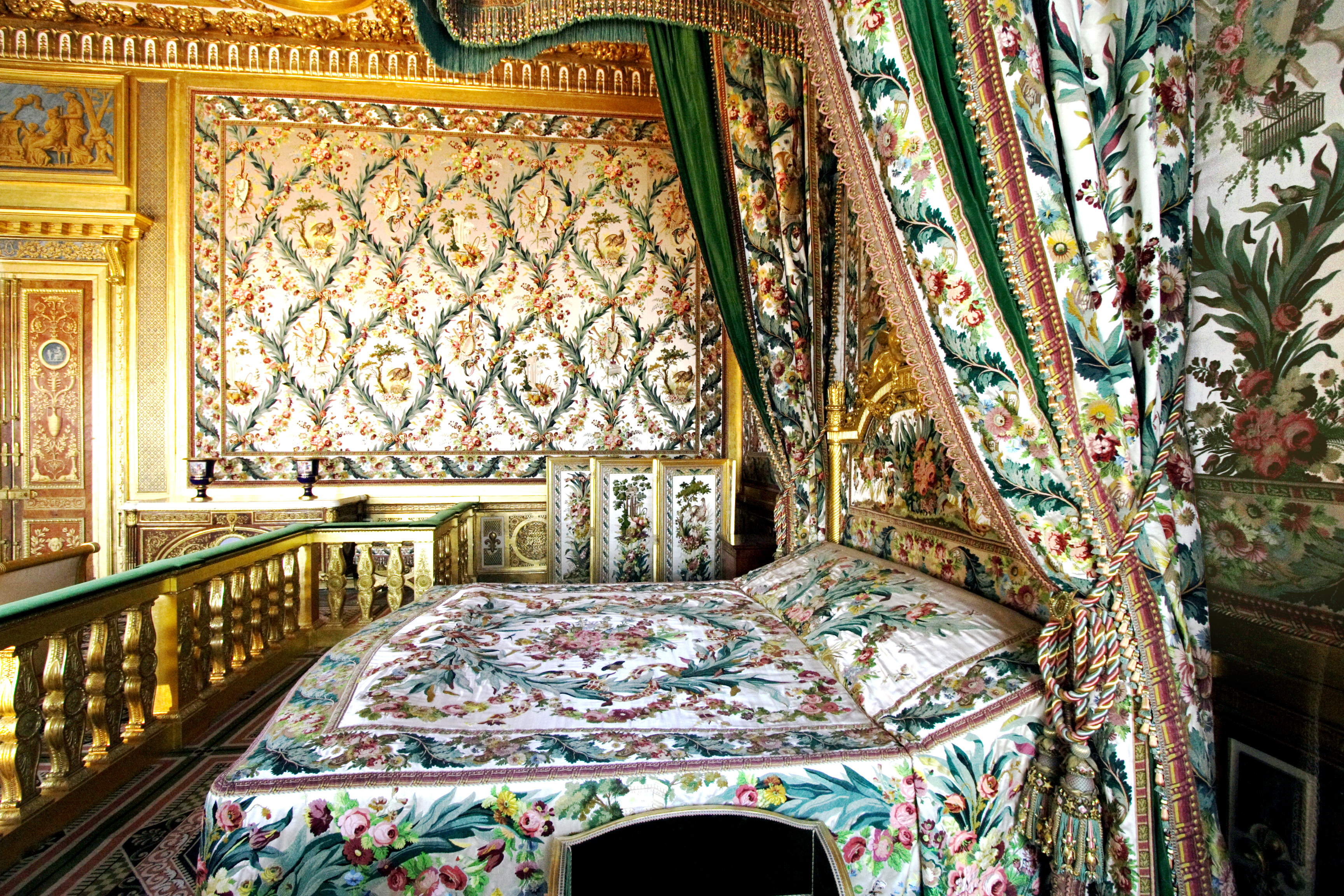
Marie-Antoinette számára rendelt ágy, amely csak a kivégzése után készült el

## Fordítás
- Ez a szócikk részben vagy egészben  a   Palace of Fontainebleau című angol Wikipédia-szócikk ezen változatának fordításán alapul.  Az eredeti cikk szerkesztőit annak laptörténete sorolja fel. Ez a jelzés csupán a megfogalmazás eredetét és a szerzői jogokat jelzi, nem szolgál a cikkben szereplő információk forrásmegjelöléseként.